# スマイルプリキュア!
『スマイルプリキュア!』（SMILE PRECURE!）は、2012年2月5日から2013年1月27日まで、朝日放送の制作により、テレビ朝日系列で毎週日曜8時30分から9時（JST）に全48話が放送された、東映アニメーション制作の日本のテレビアニメ。『プリキュアシリーズ』の通算9作目にして、7代目のプリキュアに当たる。

## 概要
2012年1月6日に公式サイトでメインキャラクターの担当声優が発表され、またそれはニュースサイトでも取り上げられた。
タイトルは「去年は東日本大震災など辛く悲しい出来事がありましたが、そこから未来に進むためには決して笑顔を忘れずに絶対にあきらめない気持ちが必要だから」、「番組を見た人達が毎日笑顔でいられるように願って」に由来しており、また各プロデューサー達からは制作発表に当たり、本作品のテーマについて「いつもスマイルでいれば、ハッピーな未来が待っている!」、「笑顔」として発表している。
初期メンバーは『Yes!プリキュア5』以来5年振りに5人構成となっている。その一方で、新メンバーや新たな幹部格の敵キャラクターの追加は本作品では行われず、敵味方とも年間を通して初期メンバーのままで物語が進行した。プリキュア側にメンバーの追加がなかった理由について、東映アニメーションプロデューサーの梅澤淳稔は前3作における追加メンバーの存在が、「自身がやりたいと思っているテーマを凝縮して浮き彫りにするキャラクター」が必要だったためと前置きしつつ、本作品においては「みんなで力を合わせる」というテーマに対して悩むキャラクターがいなかったため、メンバーの追加の必要がなかったと後に明らかにしている。2023年現在、本作以後の作品で追加メンバーが存在しない作品は存在しない。
前2作から引き続き、データ放送との連動で番組放送中にプリキュアポイントを貯めるミニゲームが行われている。またミニゲームで遊んだ後に、エンドカード（「またみてね」の画面）にどのキャラクターが登場するか当てるプレゼントクイズが出題され、放送時間中に電話する（テレドーム）ことで回答する形となっているが、第20話では間違った電話番号を表示してしまったため、翌週（第21話）の放送内でお詫びのテロップが送出された。
商業面（バンダイのトイホビー事業面）では、変身アイテムの商品化となる玩具「カラフル変身! スマイルパクト」が、発売開始3ヶ月で20万個以上を売り上げる大ヒット商品となり、「日本おもちゃ大賞2012」ではガールズ・トイ部門の大賞を受賞した。
番組終了後の2015年には、サバン・ブランドによって本作品の英語版ローカライズ作品『Glitter Force』（グリッター・フォース）が制作され、以降のプリキュアシリーズ作品の英語版ローカライズの先鞭をつける形となった。

## あらすじ
絵本が大好きな中学2年生の星空みゆきは、七色ヶ丘中学校へ転校初日、不思議な絵本から飛び出した妖精・キャンディと出会う。キャンディは絵本の国メルヘンランドからの使いで、世界をバッドエンドに変えようと企むバッドエンド王国からメルヘンランドを救うため、伝説の戦士プリキュアを探していたのだった。
そんな中、バッドエンド王国の幹部・ウルフルンは悪の皇帝ピエーロを蘇らせるため、人々の心を絶望に落とし込みバッドエナジーを集め、さらに怪物アカンベェを召喚し暴れさせる。みゆきは人々の笑顔を守るべくプリキュアの力に覚醒し、キュアハッピーに変身しアカンベェと戦う。アカンベェを倒したことで幸せの力の源であるキュアデコルを取り戻し、キャンディはこれを集めることでメルヘンランドを救うことができるという。七色ヶ丘中学校のみゆきのクラスメートたちのうち、バレー部員でお好み焼き屋の娘・日野あかねがキュアサニー、絵が得意でヒーロー好きの黄瀬やよいがキュアピース、サッカー部のエース・緑川なおがキュアマーチ、クラス1の才女・青木れいかがキュアビューティだと判明し、この5人によりスマイルプリキュアが結成される。プリキュア達はウルフルン、アカオーニ、マジョリーナらバッドエンド王国の幹部達に立ち向かう。
デコルを全て集め終え、メルヘンランドの女王ロイヤルクイーンを目覚めさせようとするプリキュアの前に敵幹部のリーダー・ジョーカーが現れ、キャンディを連れ去りデコルも1つを残し奪っていった。プリキュア達はキャンディの兄・ポップと共にバッドエンド王国へ向かい、敵幹部との死闘の末にキャンディとデコルを取り戻す。そして新たに宿った「プリキュア・プリンセスフォーム」の力により、復活したピエーロを撃退する。
デコルを集めてもロイヤルクイーンは目覚めなかったが、それはプリンセスフォームをプリキュアに与えるのが精一杯であったためだという。新たなデコルを集めるため、そして消滅を免れたピエーロを完全復活させるべく再びバッドエナジーを集めようとするジョーカー達の野望を阻むため、プリキュア達の戦いは続いた。
やがてピエーロの核が地球に飛来し、キャンディがミラクルジュエルに変化したことをきっかけに、バッドエンド王国との最終決戦が始まった。幹部達との戦いが決着して、キュアデコルが完全に全て集まり、そして女王やキャンディの真実も明かされ、ついにプリキュア達は強大なピエーロと対決する。ミラクルジュエルの最後の力でピエーロを倒し、更地となった地球は元の平和な世界に戻り、メルヘンランドも救われた。だが、ミラクルジュエルの力を使い果たしたことでキャンディとポップとの別れを迎えるのだった。
季節は過ぎて春、2度と会えないと思っていたキャンディがみゆき達の前に再び姿を現す。キャンディとの再会を果たしたみゆき達は、最高にウルトラハッピーで喜ぶのだった。

## 登場人物

### プリキュア
5人とも「七色ヶ丘中学校」2年2組のクラスメイトである。
制服はネクタイの色が自身の髪色と同じであること以外は他の生徒と同じである。私服はプリキュアのイメージカラーとほぼ同色の服を着用している。
星空 みゆき（ほしぞら みゆき） / キュアハッピー
声 - 福圓美里
本作品の主人公で、七色ヶ丘中学校に転校してきた14歳の少女。マゼンタ色の髪を両サイド小さく纏め、リボンで留めている。口癖は「ウルトラハッピー」で、不機嫌になると「ハップップー」と言いながらむくれる。
一人称は「わたし」。4人を「ちゃん」付けで呼んでいる。
私服はピンク色のものを着用し、白色のニーソックスに靴を履いている。夏期には素足にヒールを履いている。
かなり不器用で勉強をはじめ苦手なことが多いが、前向きで元気な性格で、みんなをハッピーにするために全力を尽くしている。
繊細で傷つきやすい一面もあるが、どんな苦境にあっても我慢をする忍耐強さをもっている。
幼い頃は内気な性格が原因で友人がいなかったが、「森の少女」との出会いをきっかけに人と関わる勇気と笑顔の大切さを学んでいる。
絵本やおとぎ話が好き。初恋の相手はピーターパンで、愛読書は『シンデレラ』。
プリキュアメンバー内で唯一、プリキュアへの覚醒前の段階でバッドエンド空間を発動された際、無気力に陥っていない。
バッドエンド王国との戦いを終えた後は、キャンディたちとの思い出を胸に、自作の絵本を描き始めている。
日野 あかね（ひの あかね） / キュアサニー
声 - 田野アサミ
大阪出身の少女。前髪にヘアピンを付け、後ろ髪は一本に束ねている。一人称は「ウチ」で、関西弁で話す。4人を敬称略で呼んでいる。
学制服は、腰にオレンジのカーディガン（冬服のみ）を巻きつけている。私服は橙色の服に紺色のズボンを着用し、素足のままヒール型の靴を履いている。夏期には長い白色の靴下にスニーカーを履いている。
人一倍熱い心の持ち主で、友情に厚く、友人をバカにする者は許さない。みゆきの理解者であり、みゆきが落ちこんだときは励ましている。
周囲の的はずれな言動にツッコミを入れることも多いが、周りに流され自身が暴走することもある。
笑い好きであり、自身も人を笑わせるのが好きだが、調子に乗って話にオチを求めることがある。
身体を動かすことを好み、部活はバレー部に所属し、エースアタッカーをめざして日夜練習に励む。苦手な教科は英語。
実家はお好み焼き屋「あかね」を経営しており、自身もその腕前を生かして父・大悟の手伝いをしている。
黄瀬 やよい（きせ やよい） / キュアピース
声 - 金元寿子
小柄な少女。黄色のエアリーヘアが特徴で、頭部にはカチューシャを付けている。一人称は「わたし」。4人を「ちゃん」付けで呼んでいる。
学制服の上に黄色のカーディガン（夏服ではベスト）を着こむ。私服は橙色のスカートを着用し、白色の靴下にストラップシューズを履いている。夏期には薄黄色の私服を着用し、水色の短いジーンズを履いている。
引っ込み思案で少し泣き虫な性格だが、純粋で強い好奇心を秘めており、健気にがんばる芯の強さをもつ。普段はおとなしく声も小さいが、興味があることに対しては明るさを見せている。
絵や漫画を描くことが好きで実力もあるが、恥ずかしがり屋で自分から他人に見せることは少ない。また、スーパーヒーローやヒロインに憧れている。幽霊や怪談、妖怪関連のものにも興味があるほか、テレビアニメ『鉄人戦士ロボッター』の大ファンでもある。
料理が得意で、苦手な教科は数学。スポーツも苦手だが、大玉転がしだけは得意。
父・勇一はやよいが5歳の頃に他界しており、現在は母子家庭として母・千春と2人でマンション暮らしをしている。
緑川 なお（みどりかわ なお） / キュアマーチ
声 - 井上麻里奈
高身長で凛とした少女。緑色の髪が特徴で、後髪をリボンでまとめている。他人を注意するときは「筋が通ってないよ!」と口にする。
一人称は「あたし」。みゆきとやよいを「ちゃん」付け、あかねとれいかを敬称略で呼んでいる。
学制服の上に緑色のベストを着用する（冬服のみ）。私服は緑色のものを着用し、橙色の靴下に黒いブーツを履いている。
姉御肌で面倒見がよく、爽やかなために女子からも人気があるほか、かわいいものが好きだったり、食欲旺盛な一面ももつ。
正義感が強く、曲がったことは許さない性格であり、理不尽な物言いに対しては強く反論する度胸をもち、強い意志と行動力に優れている。
スポーツが得意で、女子サッカー部に所属しており、1年生のころからレギュラーを務めている実力者。また、陸上部顔負けの俊足でもある。
苦手なものへの恐怖心が強く、お化けや虫を見ると激しく狼狽するが、両親と弟妹たちにはそのことを隠している。苦手な教科は社会（歴史）。
6人姉弟（第42話から7人姉弟）の長女で第1子。弟妹の世話をしていることもあって、家事全般は得意である一方で、機械の操作は苦手。
れいかとは幼なじみの関係で、れいかが悩んだり落ちこんだりした際には、真っ先に理解しては励ましている。
青木 れいか（あおき れいか） / キュアビューティ
声 - 西村ちなみ
七色ヶ丘中学校で学級委員および生徒会の副会長（第37話より会長）を務めている上品な少女。紺色のストレートヘアが特徴で、髪をヘアピンで留めている。
一人称は「わたし」もしくは「わたくし」で、敬語で話す。みゆき、あかね、やよいの3人を「さん」付けで呼び、なおを敬称略で呼んでいる。
学制服の上に水色のトップスを着用している。私服には青白いものを着用し、夏期には水色のストラップシューズを素足のままを履いている。
才色兼備かつ責任感が強く、丁寧な物腰で生徒たちの憧れとなっている。凛々しく、真面目な性格で、且つ、心優しいお姉さんタイプでもあり、皆に頼られている。しかし、一度怒らせたら怖い一面もある。
適応力と洞察力に長けており、物事を冷静に観察して適応する一方、古風な家庭環境育ちから浮世離れしており、天然ボケな一面もある。また、迷いが生じると思いつめてしまうこともある。
卑怯なやり方を嫌い、プリキュアにならなくても怯まず、敵に対して毅然とした態度をとる。
学校では弓道部にも所属しているほか、学業では入学以降学年トップの成績を維持している。自分の本音を伝えることが苦手であったが、37話で克服する。
なおとは幼なじみの関係で、普段なおが見せない部分などを熟知している。
青木家の座右の銘である「正しき道を行く」という言葉にアイデンティティーを持っており、しばしば「道」という単語を文字や言葉に表している。
名前は漢字で「麗華」と書き、名付け親は祖父の曾太郎であり、「花のように麗しく美しい心を持った子になるように」という思いが込められている。

### メルヘンランド
おとぎ話のキャラクターたちが暮らしている国。既存の絵本のキャラクターを住人の妖精が各自で演じている世界で、役割はそれぞれの童話を反映している。
住民のほとんどが小柄な動物型の妖精であり、基本的に人間を見ただけでも怯えている。
ロイヤルクイーン
声 - 島本須美
メルヘンランドの女王。全身が金色に輝いている。体格は大きい。
ピエーロによって力の源である「キュアデコル」を奪われるが、直前にピエーロを封印し、キャンディにプリキュアの捜索とキュアデコルの回収を託した。
第22話でデコルが16個が集まったものの、プリキュアたちに新しい力を与えるのが限界であったため、復活は果たせなかった。しかし、テレパシーを通じての会話が可能となり、残るデコルの回収という使命をプリキュアに託した。
実は既にこの世には存在せず、最後の力を「ロイヤルクロック」に封じていた。次世代のクイーンとなるキャンディを守った後、全ての力を使い果たしたことで姿を消した。

#### 妖精
キャンディ
声 - 大谷育江
メルヘンランドを救うために地球にやって来た妖精。黄色い渦巻き型の耳と尻尾をもつ。
一人称は「キャンディ」で、語尾に「クル」とつけ、「キミ」が「ちみ」、「それ」が「そり」になるなど舌足らずな口調で話す。
プリキュアを探して「キュアデコル」を集め、メルヘンランドの平和を取り戻す使命をもつ。しかし、プリキュアの能力やバッドエンド王国のことは知らされていなかった。
日頃はプリキュアのガイド役として強がってはいるものの、寂しがり屋かつ泣き虫で、兄のポップの前では甘えん坊になる。しかし、次第に勇気を身につけていき、キュアデコルを活用したりする。
「プリキュアの秘密は隠さなくてはいけない」とみゆきたちに念を押しているも、自身の正体を隠すことを忘れることが多く、動物扱いやぬいぐるみ扱いされることも否定している。また、みゆきと同じドジ及び勉強が苦手で、彼女とともに転んでしまうことがしばしば。
基本的にみゆきのバックに隠れていたり、ぬいぐるみのふりをしているなどの一般人の前では身を隠している。
物語終盤にて、正体はメルヘンランドの次期クイーンにして、ロイヤルクイーンの娘である事実が判明する。
ピエーロとの戦いが終わった後、自身の力を使い果たしたことでポップと同じく人間界にいられなくなり、涙ながらメルヘンランドに帰郷する。そのあと、「星にたくさんお願いした」ことで人間界に来られるようになり、再会したみゆきたちと再び暮らすようになる。
ロイヤルキャンディ
最後の「キュアデコル」の力で急成長をとげ、「ミラクルジュエル」の状態から目覚めた姿。胸には姿を変えたミラクルジュエルが付いている。
人間に酷似した容姿となっているが、口調は変わっていない。
空中浮遊ができるほか、ピエーロの攻撃を一時的に防ぐことができるバリアを張ることが可能。
絶望に飲みこまれたプリキュアを助けることに成功したほか、プリキュアたちとともにピエーロに最後の一撃を加える際も同行している。

ポップ
声 - 阪口大助
キャンディの兄。キツネのような尻尾とライオンのような鬣をもち、右目が前髪で隠れている。一人称は「拙者」で、語尾は「でござる」。
「かわいい」と言われると激昂する反面、「かっこいい」と言われると恥ずかしがる。
メルヘンランドで任務を与えられているために人間界には常駐できないが、電話デコルを「デコルデコール」にセットして通信している。
妹のキャンディが心配で、「いつも笑顔でいてほしい」と願っている。「お別れするときは笑顔」という約束をキャンディと交えている。
キャンディとは違い、プリキュアの出自に繋がる情報などに精通している。
「変化の術」で様々な姿に変身することが可能。これを活用し、戦闘においてプリキュアをサポートすることも多い。また、自分の毛を使用して、他人を変身させることもできる。
人間界を訪れる際は絵本に変化しており、よくみゆきの顔面でキャッチされている。また、キャンディと同様一般人の前では身を隠している。
最終決戦時にもみゆきたちの前に現れて、みゆきたちをサポートした。全てが終わるとキャンディと同様、強制的にメルヘンランドへと帰ることになった。
テレビシリーズではサブキャラクターだが、『プリキュアオールスターズ』の歴代妖精には含まれており、クロスオーバー映画で登場する際はメインキャラクターとして登場している。

### バッドエンド王国
本作品におけるプリキュアの敵対勢力。皇帝であるピエーロを筆頭に様々な「おとぎ話」の悪役たちが集まっている悪役の王国。宇宙のどこかに浮遊している闇の巨大な島を本拠地にしており、部外者は満月の間にしか出入りすることがてきない。
全ての世界を最悪の結末「バッドエンド」に導くことを目的に暗躍し、その昔に多数の配下を引き連れてきたピエーロが「メルヘンランド」に侵攻してロイヤルクイーンを封印することに成功するが、そのロイヤルクイーンによってピエーロも封印されたことで互いに痛みわけで終わる。そして、残された配下たちは封印されたピエーロを復活させようと目論み、その目的を達成させるために必要な「バッドエナジー」という生物が放つ負のエネルギーを収集するため、人間界へと侵攻する。
メンバーは「闇の絵本」を持参しており、その本の白紙のページに「闇の黒い絵の具」で塗り潰すことで「バッドエンド空間」という特殊な結界を発動させ、その空間の範囲内にいる生物たちのバッドエナジーを集めることができる。また、自分たちの目的を阻止してくるプリキュアの討伐も兼務しており、「アカンベェ」という怪物を生み出してプリキュアを始末しようと襲撃してくる。
第24話以降はピエーロの完全復活を目指し、ジョーカーが依頼した「ミラクルジュエル」の捜索にも乗りだす。

#### 上層部
ピエーロ
声 - 玄田哲章
バッドエンド王国を支配している悪の皇帝。ピエロのような風貌をしている。一人称は「わたし」。
全てをバッドエンド（怠惰な世界）に導くことを目的に、「未来は闇しかない」という信念のもと笑顔や希望を全否定しており、怠惰に身を委ねるという思考に執着しているため、希望を信じているプリキュアたちを「口先だけ」と酷評して憎悪する。
かつて、メルヘンランドを襲撃してロイヤルクイーンを封印し、彼女の力の源である「キュアデコル」を強奪してアカンベェの元となるアイテムに変える。しかし、自分自身もロイヤルクイーンの抵抗によって封印されたことで、配下に自身の復活を託す。
その正体は、人々が抱く憎しみ、怒り、悲しみ、孤独といった負の感情から生まれた絶望の怨念であり、身体は力の源である「バッドエナジー」で構成されているほか、自分自身を「絶望の物語」と自称している。
第23話にて、不完全ながら復活を果たすが、「プリンセスフォーム」へと進化を遂げたプリキュアたちの必殺技「プリキュア・レインボーバースト」をうけ、核を残して消滅する。続く第24話ではジョーカーに核を回収され、あらためて完全復活を待つことになる。
第45話にて、地球から搾りとった最後のバッドエナジーとジョーカーを吸収する形で完全復活を果たし、第47話ではプリキュアたちの前に出現して「絶望の巨人」を発生させ、全世界を絶望に染めようと侵攻し、激闘の末にプリキュアたちを絶望させることに成功するも、キャンディの力に阻まれたことで猛反撃をうける。しかし、続く最終話では絶望の巨人を吸収する形で最終形態へと変貌し、その強大な力で地球を半壊させた上、プリキュアの変身を強制的に解除させて彼女たちに真の絶望を知らしめる。だが、キャンディと離れ離れになったとしても未来を諦めないプリキュアの奮闘により形勢が逆転され、最終的には「ミラクルジュエル」の力で復活を果たしたプリキュアとロイヤルキャンディの必殺技である「プリキュア・ミラクルレインボーバースト」にバッドエナジー砲で対抗するも力およばず、最期は巨大化した「ウルトラハッピー」に抱かれる形で完全に消滅した。
後の『映画 プリキュアオールスターズ みんなで歌う♪奇跡の魔法!』では、ソルシエールの魔法で生み出した幻が登場している。
不完全体
第23話にて、「バッドエナジーメモリー」が｢22｣になったことで復活した姿。巨大かつ太めのピエロのような姿をしており、頭部には紫色の炎が燃えている。
口から星を破壊するほどの威力を持つバッドエナジーの光線「バッドエナジー砲」を放って攻撃し、「プリキュア・レインボーヒーリング」すら通用しないほどの強さを持つ。
完全体
第47話で「バッドエナジーメモリー」が｢99｣まで達し、地球全ての「バッドエナジー」とジョーカーを取り込んで復活した姿。
不完全体に比べて等身大で細身になり、赤い鼻はなくなっており、黒い翼の生えた悪魔のような姿に変化している。
世界を絶望で包み込むほどに強化され、手から破壊光線を出す。また、空中に浮かんだり、高速移動も可能になる。
最終形態
第48話にて、宇宙全ての「バッドエナジー」を吸収した姿。地球を覆うほどの巨大なブラックホールのような姿で、中心に禍々しい赤く光る眼と口がある。また、中心から巨大な掌を出現させることも可能。
「プリキュア・ウルトラロイヤルレインボーバースト」を弾き返すほどの最強の力を持つ。

ジョーカー
声 - 三ツ矢雄二
ピエーロ直属の配下であり、三幹部のリーダーを務めている道化師のような男性。一人称は「わたし」。
白と紫を基調とした服装を着用し、目元には灰色の仮面をつけている。前髪は紫色で、後頭部に生えている黄色と赤色と青色をした髪の先端にある球体から「アカンベェ」という怪物を生み出すことができる。
表向きは慇懃無礼で飄々と振る舞い、敵味方問わず敬語を喋り、おどけた態度で接してくる。だが本性は邪悪かつ狡猾で、憤慨すると目が赤色に変貌し、まれに言動も荒くなる一面をもつ。
ピエーロへの忠誠心は人一倍高く、ピエーロ復活の為なら手段を選ばず、主への批判や冒涜は決して許さない主義を貫いている。また、三幹部の上司として彼らを巧みにサポートしており、三幹部が苦悩している時は助言を与えたり、プリキュアが強化するたびに次々と強力なアカンベェの素を与えたりしている。
この世から夢、希望、奇跡を完全に抹消させる為に、どんな願いも叶えるとされる「ミラクルジュエル」を捜索し、世界の希望であるそれを破壊することで世界に真の絶望を与えようと目論む。
出撃回数は少ないが、プリキュア全員を圧倒する実力を持ち、精神攻撃を得意とする。戦闘ではカードを攻防に利用し、プリキュアの技を吸収して反撃するほか、剣を駆使する。また、「バッドエンド空間」を発動すると、暗黒の闇に包まれた背景になる。
自身に一矢報いたキュアビューティに興味をもっており、キュアビューティをプリキュアの頭脳と判断して警戒するようになっている。
第21話にて、ミラクルジュエルと関係あると判断したキャンディを誘拐したほか、続く第22話ではプリキュアたちとの交戦の末に彼女たちのバッドエナジーを収集することに成功し、そのバッドエナジーでピエーロの復活に貢献する。
第31話にて、「ロイヤルクロック」を誕生させたキャンディに対しては強い警戒感を抱いており、キャンディおよびキュアハッピーを除くプリキュアたちを「怠け玉」の世界に幽閉することに成功するが、続く第32話にてキュアハッピーの奮闘によって作戦が失敗に終わる。
第45話にて、プリキュア打倒のために「バッドエンドプリキュア」を誕生させたあと、全ての人間および地球全てのバッドエナジーをピエーロに献上したことで地球を更地にし、ミラクルジュエルとして覚醒したキャンディを破壊しようとする。しかし、結果的にはバッドエンドプリキュアが倒されたことで逆転されるも、最期には「闇の黒い絵の具」と化してピエーロの一部となり、そのことに歓喜しながら消えていった。
テレビシリーズ最終回の後日談にあたる『小説 スマイルプリキュア!』にて再登場を果たし、ピエーロが消滅した後は彼の強大なバッドエナジーを継承したことで消滅を回避し、実体を持たない不死の怨念と化して人間界を彷徨い続けた末、みゆきが創作した絵本である『最高のスマイル』に憑依したことで実体を持つ新生形態として復活する。復活を果たした後、キャンディを人質にして中学卒業前のみゆきたちを9年後の未来をベースにした「絶望の物語」に幽閉させ、その世界でみゆきたちを絶望させることで彼女たちのバッドエナジーを吸収しようと目論む。そして、結果的にみゆきたちのバッドエナジーを吸収することに成功して「バッド・ジョーカー」と称する最終形態に進化するが、それぞれ絶望を受け入れたプリキュアたちに逆転されたことで直接対決になり、最終的には「エターナルフォーム」へと進化したプリキュアたちの新しい必殺技である「プリキュア・エターナルレインボーバースト」を受けて倒された。倒された際に、結果的に自分たちが成長することに繋がる体験だったという理由で、キュアハッピーからは笑顔ながらに感謝されていた。
強化形態
第43話にて、ジョーカーがハイパーアカンベェを飲み込んで強化を果たした姿。
身長が少し大きくなり、髪は尖った形に変化し、剣と盾を所持しているほか、仮面の目にはハイパーアカンベェの模様がある。
胸にある大きい口から放つ巨大な「バッドエナジー」で攻撃をしかけ、本気のキュアビューティと互角の戦闘能力がある。
新生形態
『小説 スマイルプリキュア!』にて登場。みゆきの創作『最高のスマイル』という本に憑依して復活を果たした姿。
見開き状態の黒い本のような姿が特徴で、見開きになった中央部分にジョーカーが映り込み、場合によってはジョーカーが本から半分飛び出すことも可能であり、身体の本は拡張したり縮小することができる。
ピエーロのバッドエナジーを受け継いでいるために戦闘能力は強力であり、相手を難なく拘束できる能力をもつ。
バッド・ジョーカー
『小説 スマイルプリキュア!』にて登場。新生形態のジョーカーが、大人になったプリキュアたちの「バッドエナジー」を吸収して強化した姿と名。
黒く染まった巨大な怪物のような醜い姿に変貌し、目も禍々しいものに変化しており、憑依している本のページを翼にしている。
戦闘能力が格段に上がっており、その場にいるだけで周囲一帯を漆黒の闇に染める性質を持ち、強力な稲妻を発生させて生身のみゆきたちを苦しめる。

#### 三幹部
ピエーロに忠誠を誓う3人の幹部。3人とも互いにライバル視しながら競い合う関係だが、場合によっては幹部同士で共同戦線を組んだり、時にはプリキュアたちと共に遊戯に興じたりする一面も持ち合わせている。人間離れした姿のウルフルンとアカオーニは人間界の施設に出入り禁止にされる描写がある。
元々はメルヘンランドの妖精であったが、絵本の世界で何度も虐げられていたため、そこをジョーカーに誘われて「バッドエンド王国」の一員となった経緯をもつ。
第45話ではジョーカーからの最後通告を受け、命を捨てる覚悟でプリキュアに戦いを挑む。しかし、自分たちの経緯を知ったプリキュアたちの優しさに触れたことで浄化される。そして、本来の妖精の姿に戻ってメルヘンランドへと帰還した。
ウルフルン
声 - 志村知幸
バッドエンド王国の幹部を務めているオオカミのような細身の体格の男性獣人。銀色の長髪と尻尾が特徴。一人称は「オレ」もしくは「オレさま」で、「ウルッフッフ」という独特な笑い方をする。
青色の袖なしのレザースーツを着用しており、腰部には2本のベルトを身に付け、黒色のロングブーツを履いている。
乱暴かつ粗暴な性格で、人間の笑顔を徹底的に嫌悪したり、人間の夢や希望、努力を見下して嘲るなど、非常に性悪な根性を抱いている。また、プリキュアたちの友情を「なれ合い」と称して極端に憎悪している。
食欲が旺盛なため、腹を空かして人間界を放浪することもあり、気に入らない相手を「食ってやる」と脅すこともある。
鋭い爪と素早い脚を駆使した戦法を得意としており、猛スピードで攻撃したり、本気を出すと理性を失うように狂暴化することもできる。また、「バッドエンド空間」を発動すると、満月のかかった紺碧の夜空になる。
キュアサニーに敗れたことを根に持ち、キュアサニーに対しては打倒心が強いが、初めて戦ったキュアハッピーにそれ以上の敵意と憎悪を抱いており、失敗続きでアジトにも戻れなくなった際には人生を狂わせた原因を全てキュアハッピーのせいにしている。
最終形態
第45話にて、「黒っ鼻」の最強の力を得た姿。髪の毛が青色に変化して、体格も一回り大きくなる。目は黄色。
スピードや攻撃力が上がり、口から強力な光線を放つことができる。
ウルルン
声 - 志村知幸
ウルフルンの本来の姿と名。水色の体色の子犬のような姿の妖精。

アカオーニ
声 - 岩崎ひろし
バッドエンド王国の幹部を務めている赤鬼のような巨体の男性怪人。茶色のアフロヘアが特徴。一人称は基本的に「オレさま」、稀に「オレ」で、語尾に「オニ」とつけて話す。
トラ模様の衣服を着用しているほか、トラ柄のパンツにはこだわりがある。また、自作の金棒を携帯している。
凶暴かつ非情な性格で、人間の絆を徹底的に否定したり、弱虫や泣き虫な存在を軽蔑するなど、自分より弱い相手には高圧的な態度で接する。また、仲間との協力も基本的には拒絶しているが、仲間とはしゃぐことも多々ある。
勉強や頭脳を使うのは苦手なため、難しい話を聞かされては混乱する傾向にあり、自分の都合のいいように物事を解釈する一面もある。また、アジトではテレビ番組をよく視聴しており、それが原因で人間界の文化に興味を持つことが多い。
自慢の怪力を駆使した戦法を得意としており、金棒を振るだけで突風を起こしたり、本気を出すと上半身の服を破るほど巨大化することもできる。また、「バッドエンド空間」を発動すると、赤みがかった色合いの夕焼け空になる。
気弱な性格をしたキュアピースを「泣き虫」と軽蔑しており、事あるごとにキュアピースを精神的に追いつめている。
最終形態
第45話にて、「黒っ鼻」の最強の力を得た姿。角や体格が一回り大きくなり、髪は逆立つようになる。また、本気の状態と同様に上半身の服は破れている。
怪力が強化されており、プリキュアたちの攻撃を跳ね返すほどの防御力をもつ。
オニニン
声 - 岩崎ひろし
アカオーニの本来の姿と名。虎柄のパンツをはいて尻尾を生やした子鬼のような姿の妖精。

マジョリーナ
声 - 冨永みーな
バッドエンド王国の幹部を務めている魔女のような小柄な体格の老婆。緑色の服装を着用している。一人称は「あたし」で、語尾に「だわさ」とつけて話す。
非常に陰湿かつ嫌味な性格で、人間の努力や善意を徹底的に嫌悪したり、知略を駆使して相手を翻弄するなど、自分自身を「ひねくれ者」と自覚するズル賢さをもつ。また、高齢者扱いされることを極端に嫌う一面をもつ。
三幹部の中では頭脳派であるが、プリキュアの単純な行動に翻弄されることが多いなど、間の抜けた面も少なからずある。また、人間界で買いに出向くほど「納豆餃子飴」が好物であるが、同僚の2人からは不評とされている。
「空飛ぶホウキ」や「水晶玉」などの魔法道具を所持し、アジトにある釜でさまざまな発明をしているが、同僚のミスが原因で発明品を紛失してプリキュアたちに渡ることが多い上、発明品のネーミングセンスが非常に疎い。また、「バッドエンド空間」を発動すると、クモの巣に張りめぐらされた緑色の背景になる。
自身とは正反対の直球的なキュアマーチが苦手で、キュアマーチの努力や家族愛などを目障りと感じている。
若返った姿
マジョリーナが「マジョリーナタイム」と称する若返りの能力で、グラマラスな美女に変化した姿。口調や声色も変化している。
身体能力が劇的に向上し、分身能力や破壊弾での攻撃が可能となるが、短時間しか変身を維持できない弱点がある。
最終形態
第45話にて、「黒っ鼻」の最強の力を得た姿。若返った姿がベースだが、肌が薄い緑色に変化し、服がボロボロになる。目は黄色。
能力が強化されており、無数の分身を作り出したり、光線を放つこともできる。また、キャンディの幻を生み出すことも可能。
マジョリン
声 - 冨永みーな
マジョリーナの本来の姿と名。フードをまとった小動物のような姿の妖精。

#### バッドエンドプリキュア
第45話Bパートと第46話に登場。ジョーカーが最後の「デコル」と三幹部から抜け出た「醜い心」を混ぜ合わせて誕生させた5人の闇のプリキュア。いずれの者も黒色が基調のコスチュームを着用し、必殺技なども暗い色に統一されている。
自分だけの幸福を望み、他人の不幸を望む性格。何もかもプリキュアとは正反対であり、ジョーカーからは「戦闘マシーン」と呼ばれている。
作中では名前や担当声優が明かされなかったが、担当声優は『スマイルプリキュア!コンプリートファンブック』において、各プリキュアの固有名称は『アニメディア』2013年2月号のプリキュア特集や東映アニメーション公式サイトの各話あらすじ等において、それぞれ明示されている。
バッドエンドハッピー
声 - 福圓美里
キュアハッピーをコピーして生まれた闇のプリキュア。外見や声もキュアハッピーに酷似している。一人称は「わたし」。
自身だけが幸福であればいいという思考の下、他人の不幸を見て喜んだり、世界中を不幸で満たすことに快感を覚えるなど冷酷かつ残虐な性格の人物。
指をハート型にして光線を連射する能力を披露し、「バッドエンドシャワー」というキュアハッピーと同じような必殺技を保有する。また、大量の岩石が舞う空間を戦闘フィールドとして使用する。
劇中では、キュアハッピーを不幸と絶望に陥れる形で始末しようとするが、未来を信じて前に進む決意を固めたキュアハッピーに押されるようになり、最終的には彼女の必殺技である「ハッピーシャワー・シャイニング」を受けて消滅した。
バッドエンドサニー
声 - 田野アサミ
キュアサニーをコピーして生まれた闇のプリキュア。外見や声もキュアサニーに酷似している。関西弁で話すが、当初の台本では関西弁ではなく標準語だった。
自身を「すべてを焼き尽くす太陽」と称し、「太陽はひとつでいい」という思考の下、友だちを必要のないものと断じるなど孤高かつ冷めた性格の人物。
足先から炎を噴射させて高速移動する能力を披露し、「バッドエンドファイヤー」という炎を用いて突撃する必殺技をもつ。また、炎が地平線に揺らめく空間を戦闘フィールドとして使用する。
劇中では、キュアサニーを追いつめるが、「太陽はみんなを照らすもの」と熱く語るキュアサニーに押されるようになり、最終的には彼女の必殺技である「サニーファイヤー･バーニング」を受けて消滅した。
バッドエンドピース
声 - 金元寿子
キュアピースをコピーして生まれた闇のプリキュア。外見や声もキュアピースに酷似している。
平和を非現実的なものとして切り捨てるという思想の下、ウソ泣きやだまし討ちを平然と行ったり、キュアピースの優しさを「キレイごと」と蔑むなど姑息かつ性悪な性格の人物。
電撃を連射する能力を披露し、「バッドエンドサンダー」という相手に落雷を落とす必殺技をもつ。また、ラフレシアを中心に無数の不気味な花が咲く空間を戦闘フィールドとして使用する。
劇中では、終始キュアピースをバカにして追いつめるが、それでも「平和」を願うことを諦めないキュアピースに押されるようになり、最終的には彼女の必殺技である「ピースサンダー･ハリケーン」を受けて消滅した。
バッドエンドマーチ
声 - 井上麻里奈
キュアマーチをコピーして生まれた闇のプリキュア。外見や声もキュアマーチに酷似している。
弱者を徹底的に痛めつけて踏みにじるという思想の下、暴力で相手をねじ伏せることを｢直球勝負｣だと豪語したり、戦いの最中に余所見をする行為に怒りを覚えるなど凶暴かつ暴力的な性格の人物。
キュアマーチを上回るスピードと足技を披露し、「バッドエンドシュート」という巨大な球体型のエネルギーを相手にぶつける必殺技をもつ。また、雲の上に巨大な植物が弧を描く空間を戦闘フィールドとして使用する。
劇中では、暴力を振りかざしてキュアマーチに負けを認めるよう強要するも、絶対に諦めないという覚悟を決めたキュアマーチに押されるようになり、最終的には自身の「バッドエンドシュート」を「マーチシュート･インパクト」で蹴り返される形で消滅した。
バッドエンドビューティ
声 - 西村ちなみ
キュアビューティをコピーして生まれた闇のプリキュア。外見や声もキュアビューティに酷似している。
醜い者や見苦しい者は存在する価値がないという思想の下、自分自身の外見上の美しさにだけ執着したり、キュアビューティに対して「ビューティ」を名乗る資格はないと言い放つなど冷酷かつ己惚れた性格の人物。
氷の剣を武器にして立ち振る舞う能力を披露し、「バッドエンドブリザード」という結晶を空中に複数出現させて攻撃する必殺技をもつ。また、鋭い氷の柱が並び立つ月下の空間を戦闘フィールドとして使用する。
劇中では、キュアビューティを心身ともに追いつめる形で始末しようするが、本当の｢美しき心｣を宿すキュアビューティに押されるようになり、最終的には彼女の必殺技である「ビューティーブリザード･アロー」で射抜かれる形で消滅した。

#### 怪物
アカンベェ
声 - 佐々木啓夫
バッドエンド王国の幹部たちが使役する怪物。丸い目をしてニヤついた笑顔で舌を出したピエロのような顔と、同じくピエロのような手足が素体になる。
幹部が「いでよ！アカンベェ！」という呼びかけと共に「赤っ鼻」などの球体を掲げ、それが対象物を取り込む形で召喚され、鼻となる球体の色に応じて、その強さや外見の細部が変化する。また、基本的には「アカンベェ！」と話すが、個体によっては言葉を話すこともできる。
一度に複数召喚することも可能で、第17話では「赤っ鼻」と「青っ鼻」の2体が同時召喚され、第35話では「黒っ鼻」の個体が2体同時に登場した。また、基本的には巨大な体だが、虫程度の小さなものが生まれることもある。戦闘能力は召喚者のコンディションにも左右されることもある。
赤っ鼻（あかっぱな）
ピエーロが封印される直前に三幹部に渡した赤い球体。ピエーロがロイヤルクイーンから奪った「キュアデコル」を「呪いの赤い絵の具」で変化させたもの。
アカンベェになると目玉の上下に赤いラインがあり、赤い鼻を持つ舌を出したピエロの顔が現れる。また、横ストライプの模様のタイツを着たような細い手足が付く。
浄化されるとキュアデコルが呪いの赤い絵の具を弾いて出現する。
青っ鼻（あおっぱな）
第12話より登場。ジョーカーが三幹部に渡した青い球体。キュアデコルからつくったものではない。青っ鼻から生み出されるアカンベェの発する言葉は「アッカンベェ！」であり、イントネーションも赤っ鼻とは異なる。
アカンベェになると目玉の周りに星のようなギザギザの赤い模様があり、青い鼻を持つピエロの顔が現れる。また、ピエロの衣装のようなゆったりした袖とズボンを着た手足が付く。
全てのアカンベェの中で、この青っ鼻のアカンベェのみピエロの顔が舌を出しておらず、ギザギザの歯を剥き出して笑っている顔である。
これで生みだしたアカンベェは、「赤っ鼻」で生みだした個体に比べ力が弱くなるが、「プリキュア・レインボーヒーリング」以外のプリキュアの浄化の力が通用しない。
黄色っ鼻（きいろっぱな）
第23話より登場。ジョーカーが15個のデコルが納められたデコルデコールを変化させ、自動的に召喚したもの。ジョーカーの髪についている黄色い玉で召喚するタイプもある。作中ではその2体しか登場していない。
アカンベェになると目玉の上下にダイヤのような赤い模様があり、黄色い鼻を持つピエロの顔が現れる。作中で登場したのが2体なうえ、その内一方は手足がなかったため、黄色っ鼻共通の手足は不明。また、片方は目が漆黒であった。
プリキュアを圧倒する戦闘力をもつが、プリキュアの単独技でも浄化できる。
緑色の鼻（みどりいろのはな）
第29話より登場。マジョリーナが作った「ゲームニスイコマレール」の世界で複数体登場した。正式な名前は不明。
目玉の周りに黄色い細かいギザギザの模様があり、緑の鼻を持つ舌を出したピエロの顔。共通して水玉の輪っかのような装飾がある。第1ステージではモグラとアナログタイマー、第2ステージではレース発走のシグナルとカートが変形したロケット、第3ステージではボウリングのピン、第4ステージではスコアボード、第5ステージではホイッスルとサメに扮している。

スーパーアカンベェ
声 - 佐々木啓夫
デカっ鼻（でかっぱな）
第24話より登場。2個の「赤っ鼻」を合わせてつくった球体で、従来の赤っ鼻より一回り大きい。デカッ鼻を2個用いた個体も存在する。
これを使用すると「スーパーアカンベェ」という強力な怪物が生まれ、発する言葉も「スーパーアカンベェ！」または「スーパー！」に変わる。
アカンベェになると目玉の周りに左右比対称の赤と青の模様があり、深い赤の鼻を持つピエロの顔が現れる。口には舌と牙を両方備えており、菱形の模様の付いた手足が付く。また、従来のアカンベェが総じてニヤニヤした表情の目だったのに対し、こちらは怒っているような目つきの悪いものになっている個体がいる。
プリキュアの単体の技が通用しないほどに強化する反面、幹部の命令に従わなくなり、場合によっては幹部自身も攻撃に巻きこまれる。
元が2個の赤っ鼻なので、浄化されるとデコルが2つ出てくる。
ハイパーアカンベェ
声 - 佐々木啓夫
黒っ鼻（くろっぱな）
第31話より登場。アカンベェを召喚するアイテムに「闇の黒い絵の具」を塗った黒い球体。
これを使用すると「ハイパーアカンベェ」という非常に強力な怪物が生まれ、発する言葉も「ハイパーアカンベェ！」または「ハイパー！」に変わる。
アカンベェになると目の上下に鉤のような模様があり、黒い鼻を持つピエロの顔が現れる。縦ストライプ模様の手足が付く。口の端が尖っていたり、従来は丸かった目が黒い隈取りのつり上がった目になっているなど、今までのアカンベェの進化によるデザインの変化とは一線を画しており、基本形のデザインから細かく違う。
プリキュアの必殺技である「プリキュア・ロイヤルレインボーバースト」しか通用しないが、反動で召喚者の身体に負荷がかかるデメリットがあり、その強大な力と代償に召喚者の生命を削る。ジョーカーによれば、黒っ鼻を超える個体は存在しないとされている。
基本的に召喚者がハイパーアカンベェに食べられるような形で融合し、召喚者の動きに合わせて動く。召喚者には融合中、アカンベェの目元についているのと同じ模様が現れる。アカンベェの発することばとは別に、幹部が話すこともできる。
三幹部が召喚するタイプは赤っ鼻を塗りつぶしたものであるため、浄化するとデコルが1個でてくる。
融合すると唇から牙のような突起が生え、アカンベェの額に融合者の顔を模したマークが付く。また、融合者の外見が一部アカンベェにも反映され、ウルフルンと合体するとオオカミの耳と尻尾が生え、アカオーニと合体すると鬼の角が生え、マジョリーナと合体すると鼻がとがり、三角帽をかぶる。ジョーカーの召喚した個体は、目がジョーカーに似る。
アカンベェの召喚以外にも、幹部をパワーアップさせることも可能であり、プリキュアを圧倒する程の力を発揮できるが、最終的には自我を失った怪物と化す危険性も含まれている。

絶望の巨人（ぜつぼうのきょじん）
声 - 佐々木啓夫
第46話・第47話に登場。ピエーロの復活と同時に出現した、「バッドエナジー」で構成されている巨大な黒い怪物たち。
世界をバッドエンドにする能力を持ち、過去にメルヘンランドをバッドエンドに染めた存在でもある。
最後はピエーロに吸収された。
ピエーロモンスター、ピエーロ軍団（ピエーロぐんだん） 
第47話に登場。ピエーロが「バッドエナジー」から生み出した魔獣たち。
アカンベェのような顔をした人型のピエーロ軍団のほか、動物型、虫型の姿を模したピエーロモンスターたちで構成されている。
プリキュアの技などを無効化できるため、プリキュアによって倒しても無尽蔵に復活を遂げる。
最後は絶望の巨人ともどもピエーロに吸収された。

### 七色ヶ丘市の人々

#### 星空家
星空 博司（ほしぞら ひろし）
声 - 関俊彦
みゆきの父親。小説版で職業が雑誌の編集者だと判明した。
星空 育代（ほしぞら いくよ）
声 - 國府田マリ子
みゆきの母親。娘の気持ちを汲み取り、温かく見守る大らかな性格の持ち主。料理がうまい。
星空 タエ（ほしぞら たえ）
声 - 松尾佳子
みゆきの祖母。自然を大切に思っており、普段は田舎で農業を営んでいる。
第27話ではウルフルンにバッドエンド空間を発動されるが、無気力にならなかった。また、キャンディがみゆきの言う通りのぬいぐるみではないことを看破している節がある。第48話（最終回）にて、七色ヶ丘市のみゆきの家を訪れている。

#### 日野家
あかね同様、全員関西弁で喋る。
日野 大悟（ひの だいご）
声 - てらそままさき
あかねの父親で、お好み焼き店を経営している。
第10話と第25話ではぎっくり腰を患ってしまい、あかねが代理店長を務めた。
日野 正子（ひの まさこ）
声 - 雪野五月
あかねの母親で、少しふくよかな体格をしている。
日野 げんき（ひの げんき）
声 - 白石涼子
あかねの1つ下の弟で、中学1年生。バスケットボール部に所属している。
生意気な性格で、姉をよくからかっている。
制服のネクタイは普通の生徒と同様の赤色。

#### 黄瀬家
黄瀬 勇一（きせ ゆういち）
声 - 阪口周平
やよいの父親であり、やよいの名付け親。やよいが5歳の時に病気で亡くなっている。
黄瀬 千春（きせ ちはる）
声 - 氷上恭子
やよいの母親。夫が亡くなってから、娘と2人で暮らしている。
職業は子供服のファッションデザイナー。

#### 緑川家
緑川 源次（みどりかわ げんじ）
声 - 神奈延年
なおの父親。筋肉質な体格で、性格は江戸っ子気質。職業は大工。
緑川 とも子（みどりかわ ともこ）
声 - 高橋里枝
なおの母親。ふくよかな体型をしている。
緑川 けいた（みどりかわ けいた）
声 - 寺崎裕香
緑川家の長男で第2子。第42話で彼が生まれた時の回想があった。なおのことを「なお姉」と呼ぶ。
第42話ではゆい以外の妹弟達と共になおやみゆき達4人がプリキュアであることを知ってしまうが、「よく覚えて無いけど、なお姉が戦ってた」と夢を見ているだけだった。
緑川 はる（みどりかわ はる）
声 - 赤﨑千夏
緑川家の次女で第3子。
緑川 ひな（みどりかわ ひな）
声 - 藤井ゆきよ
緑川家の三女で第4子。髪型はツインテール。第42話ではゆうたと共にマジョリーナに捕らわれてしまう。
緑川 ゆうた（みどりかわ ゆうた）
声 - 中上育実
緑川家の次男で第5子。上述通り、第42話ではマジョリーナに捕らわれる。
緑川 こうた（みどりかわ こうた）
声 - 疋田涼子
緑川家の三男で第6子。
緑川 ゆい（みどりかわ ゆい）
声 - 井上麻里奈
緑川家の末っ子（四女）で第7子。第42話の最後で誕生し、以降のエピソードやいずれかのクロスオーバー作品にもモブとして登場する。
小説版では10歳に成長して登場する。性格は内気で寡黙だが絵を描くことが趣味でよくヒーローやヒロインのイラストを描いている。

#### 青木家
父（本名不明）
れいかの父。第26話の花火シーンと第45話の「バッドエンド空間」で無気力に陥っているシーンにて1カットシーンのみ登場している。職業は日本画家。
青木 静子（あおき しずこ）
声 - 篠原恵美
れいかの母親。家では常に着物を着ている。
青木 淳之介（あおき じゅんのすけ）
声 - 吉開清人
れいかの兄。毎朝れいかとともにランニングをしている。
青木 曾太郎（あおき そうたろう）
声 - 西村知道
れいかの祖父であり、れいかのよき相談相手。書道を嗜んでいる。

#### 七色ヶ丘中学校

##### 教師
佐々木 なみえ（ささき なみえ）
声 - 小野涼子
七色ヶ丘中学校2年2組担任。担当教科は英語。
テレビシリーズでは幹部達にバッドエンド空間で無気力に陥ってしまう描写はなかったが、『プリキュアまんがえほん』ではアカオーニにバッドエンド空間を発動させられて無気力に陥ってしまう描写が見られた。
『プリキュアオールスターズ 名作えほん』の「こびとのくつや」では、生徒のきよみとともに親子及び靴屋の客役として登場している。
堀毛（ほりけ）
声 - 神田みか
七色ヶ丘中学校の女性教師。担当教科は社会科。

##### 2年2組
一部の女生徒はベストかカーディガンを着用している。
豊島 ひでかず（とよしま ひでかず）
声 - 皆川純子
ギターが大好きな少年。本人曰く「ギターしか取り柄がない」。第34話では大切なギターをハイパーアカンベェにされたが、みゆき達の活躍で元に戻る。
野川 けんじ（のがわ けんじ）
声 - 飯田利信
長身痩躯の少年。豊島のバンド仲間で、ベースを担当。
宗本 しんや（むねもと しんや）
声 - 長門三照
肥満体の少年。豊島のバンド仲間で、ドラムを担当。
木村 さとし（きむら さとし）
声 - 白川周作
眼鏡をかけた小柄な少年。豊島のバンド仲間で、キーボードを担当。
井上 せいじ（いのうえ せいじ）
声 - 樋口智透
軽い感じの少年。
北原 ともふみ（きたはら ともふみ）
声 - 吉開清人
眼鏡をかけた少年。れいかと同じく学級委員。
岡田 まゆ（おかだ まゆ）
声 - 赤﨑千夏
ヘアバンドをつけたウェーブヘアの少女。きよみやひろこと仲良し。
尾ノ後 きよみ（おのうしろ きよみ）
声 - 津田美波
小柄なツインテールの少女。あかねと同じくバレーボール部に所属。
『プリキュアオールスターズ 名作えほん』の「こびとのくつや」では、佐々木先生とともに親子及び靴屋の客役として登場している。
柏本 まゆか（かしもと まゆか）
声 - 藤井ゆきよ
お下げ髪の少女。
金本 ひろこ（かねもと ひろこ）
声 - 合田絵利
額を露出したショートヘアの少女。
木角 まゆみ（きかど まゆみ）
声 - 赤﨑千夏
ベリーショートヘアの少女。あみと仲良し。
藤川 あみ（ふじかわ あみ）
声 - 中上育実
眼鏡をかけた肥満気味の少女。
本田 あや（ほんだ あや）
声 - 中上育実
セミロングヘアをお下げにした少女。

##### その他の生徒
蘇我 竜也（そが たつや）
声 - 高口公介
第3話に登場。七色ヶ丘中学校の美術部長。
コンクールで入選した経験を持つ。だが、自分の後輩たちがやよいの作品を貶しているのをたしなめないなど性格に難がある。
入江（いりえ）
声 - 樋口智透
七色ヶ丘中学校の生徒会の会長。女生徒からの人気が高い。第4話から序盤のエピソードに登場する。
寺田 るな（てらだ るな）
声 - 赤﨑千夏
七色ヶ丘中学校の生徒会の会計係。ウェーブセミロングヘアの少女。第5話から登場し、れいかの生徒会絡みのシーンで姿を見せる。
入江の弟（いりえのおとうと）
小説版のみ登場。れいかが担任を務めている2年1組の生徒。生徒会の副会長で弓道部の部長。またクラスメイトにも慕われている反面、いつも兄と比較され重圧を感じている。

### ゲストキャラクター
松原（まつばら）
声 - 白川周作
第8話・11話・20話・38話に登場。
七色ヶ丘市の交番に勤務していて、マジョリーナが発明品を紛失するたびに相談される。
当初はマジョリーナのことを「お婆ちゃん」と呼んでいたが、後に「マジョさん」と呼ぶようになる。しかし、マジョリーナの正体が人間でないことには気づいていない。
FUJIWARA
声 - FUJIWARA（藤本敏史、原西孝幸）
第17話に登場したお笑いコンテストの特別ゲストとして招かれた芸人コンビ。あかねが大ファンであり、サインや握手、記念撮影などを求められた他、れいかを除くプリキュア達からも高評価をされていた。コンテスト後にネタを披露しようとした際にマジョリーナに普通の事を言って面白くなくなる首輪「ツマラナクナール」を着けられてしまい、そのまま観客たち共々バッドエンド空間で無気力状態になってしまうが、持ち前の芸人魂で無気力状態と「ツマラナクナール」の効果を自力で打ち破ると同時に首輪を自力で破壊する。その後、キャンディからプリキュアではないかと言われ、原西が変身コンパクトの代わりに青い携帯電話を開けてプリキュアの変身の仕草をマネをして「キュアゴリラ」としてオリジナルの口上も披露したが、その際にアカンベェが大受けしたために結果としてプリキュアに変身していたみゆき達を助けることに貢献し、更にはあかねが「どうしてお笑いが好きか=人々が笑顔になることが大好き」であることを改めて気が付くというきっかけを作った。その後はみゆき達から自身がプリキュアであることは秘密にするように頼まれ、彼女達の事情を察して了承したが、ラストでは原西がプリキュアの変身ネタをテレビで披露しており、それを見たあかねを「しっかりネタにしちゃてるし!」と驚愕させた。
深澤（ふかざわ）
声 - 高木渉
第33話に登場。京都の東映太秦映画村で『妖怪オールスターズDX』という映画の撮影をしていた。みゆきたちは映画撮影に参加するが、調子に乗ったポップにおいしいところを持っていかれた。
タケル
声 - 田村睦心
テレビアニメ『鉄人戦士ロボッター』の主人公。第35話の作中世界で放映された『ロボッターDX』の玩具のテレビCMに登場。
ロボッター
声 - 星野貴紀
テレビアニメ『鉄人戦士ロボッター』の主役ロボット。タケルと同様に第35話の作中世界で放映された『ロボッターDX』の玩具のテレビCMに登場。
デザインは第35話で原画に参加した大張正己によるもの。大張のラフでは劇中未使用の武器なども描かれている。
ブライアン・テイラー
声 - 柿原徹也
第36話に登場。イギリスから来た留学生。あかねと親しくなり、帰国後も文通している。
小説版では日本の大学に通う大学4年生。あかねの家に下宿しており、空いている時間があればお好み焼き屋の手伝いをしている。しかし日本語学校の講師の内定が決まり、イギリスに帰る決意を固める。
スマイルちゃん
声 - 今井由香
第44話に登場。みゆきが幼少期に、タエと共に暮らしていた頃に、森の中で出会った不思議な女の子。
みゆきの初めての友達であり、内向的だったみゆきを変えるきっかけとなった存在。みゆきが地元の子供たちと仲良くなってからは、二度と姿を見せなくなった。
なお、彼女の姿はみゆきにしか見えていなかった模様。
よしみ
小説版のみ登場。母親の買い物に同行しいつも七色ヶ丘駅前書店のふれあいキッズコーナーでみゆきの「最高のスマイル」の朗読を楽しんでいる。もともと人見知りな性格で幼稚園では友達がおらず一人で絵本を読んでいたが、みゆきの朗読を聞く時は自分から話しかけるようになった。しかし、書店の閉店の知らせを聞き心を閉ざすようになってしまう。

## プリキュアの設定
本作品におけるプリキュアは、「メルヘンランドに伝わる伝説の5人の戦士」という位置付けである。変身前より髪色が鮮やかになりヘアスタイルも変わる。全員白い羽の髪飾りをつけており、キュアマーチのみ額に白いティアラもつけており、それ以外の4人は頭頂部につけている。また白いイヤリングもつけているが、キュアサニーのみ耳の上部につけている。さらに、コスチュームには全員肩に白いフリルの飾りがついている。その他の詳細は各プリキュアの項目を参照。
それぞれに力の属性が明確に設定されており、お互いがそれぞれの属性や必殺技などの個性で助け合いながらチームとしてパワーを発揮させていく。変身や必殺技の使用は各自が単独で行い、変身すると身体能力が飛躍的に増大し自らが驚くほど跳躍力やパワーなどが格段に上昇する。ただし、マジョリーナの発明品で幼児化した時は、変身状態でも元より身体能力は低下したため、必殺技もまともに放てないなど戦闘力が著しく低下した。
プリキュアの予備知識はキャンディが持つ「伝説のプリキュアの絵本」に書かれているが、覚醒のための条件などについてはキャンディも詳細を把握していなかった。
「プリキュア、スマイルチャージ！」の掛け声で、リボンの形をしたキュアデコルをスマイルパクトの下の位置に填めて、光のパフを使って変身する。全員が揃った際に「5つの光が導く未来！ 輝け！スマイルプリキュア！」という掛け声とともに揃ってポーズをとる。歴代のプリキュアの例に漏れず、個人の名乗りは本人の意思とは関係なく口走っているが、集団の名乗りと「スマイルプリキュア」という集団名はみゆきが考案した。
第5話で全員が覚醒し、揃った時の立ち位置は向かって左からビューティ・ピース・ハッピー・サニー・マーチの順に立つ。
必殺技はスマイルパクトに気合のエネルギーを注ぎ込むことで発動するが、その際使用者には多大な疲労が生じるため、基本的に一度の変身につき一発しか放つことが出来ない。また、これらの必殺技は無誘導で放たれ慣性の法則で飛翔するためしっかり照準を定めないと攻撃が外れてしまったり、気合が中途半端だと放っても敵に届かないうちに攻撃が消失するなど、様々な点で効率が悪く運用以前の問題が多発した。この問題点は各々の技量が上がっていくことにより、一度の変身につき2発以上放つことも出来るようになったり、回によっては気合を貯める場面が省略される場合も見られるなど、物語の進行につれて改善されていった。また、必殺技は本来キュアデコルを浄化させるための攻撃技であるが、浄化にとどまらない形で利用されることもある。
プリキュアが戦闘中、みゆき達の家族を始めとする七色ヶ丘市の人々などの一般人はバッドエンド空間の効果で無気力状態に陥っているため、目撃者はほとんどいない。戦闘終了後、無気力となった一般人は元の状態に戻り、周囲の建物などへの被害も、殆どの場合は何事もなかったように修復される。
関係のない人達に正体を知られたりする事態などもあるため、プリキュアの正体は秘密にすべしとされており、みゆきたちも一般人に対しては全編を通して、自らがプリキュアであることを知られないように努めている。ただしあかねたちがプリキュアに加わる際にはみゆきの言動からあっさり見破られており、あかねに突っ込まれたこともあった。

### キュアハッピー
星空みゆきが聖なる光の力を持つプリキュアとして変身した姿。イメージカラーはピンク色で、変身時の名乗りは「キラキラ輝く未来の光！ キュアハッピー！」。
暗いマゼンタ色のコロネのような髪型から、鮮やかなマゼンタ色の短い三つ編みから背後に向けて伸びた長い毛の束を垂らした髪型になる。コスチュームの基本カラーはピンクで、背中には燕尾服のような装飾がついている。変身の際はスマイルパクトのパフを輝かせて体にタッチしながら、まばゆい光と共にコスチュームを纏う。
第1話でウルフルンに襲われていたキャンディを守りたいという思いから最初のプリキュアへと覚醒する。パクトに気合を込める時は「気合だ！」と叫ぶなどして自分を鼓舞することがよく見られる。
作中では通常形態、それに後述の強化形態以外にも、「イレカワール」でみゆきとキャンディの身体が入れ替わった際にキャンディの身体のままで変身した「キュアキャンディ」、それにマジョリーナの発明品「ロボニナール」の暴発で巨大ロボットと化した「ハッピーロボ」として戦ったこともある。
必殺技
プリキュア・ハッピーシャワー
両手で大きくハートを描いた後、手をハートの形に組んでピンク色に纏った光波を放ち、敵に直撃させて浄化する。
マジョリーナのコドモニナールによって子供になった際には、光波すら出なかった。
プリキュア・ハッピーシャワーシャイニング
プリキュア・ハッピーシャワーの強化版。巨大なハートを描き、広範囲に拡大した光波を放つ攻撃。光波を拡散させて広範囲を攻撃することも可能。

### キュアサニー
日野あかねが炎の力を持つプリキュアとして変身した姿。イメージカラーはオレンジ色もしくは赤色で、変身時の名乗りは「太陽サンサン熱血パワー！ キュアサニー！」。
後ろで小さく束ねた赤い髪から、鮮やかなオレンジ色の髪を丸く上へまとめ上げた髪型になる。コスチュームの基本カラーはオレンジで、アームカバーとブーツの丈が長く、コスチュームの背中に薄い色の布飾りがついている。変身の際はスマイルパクトのパフを指を鳴らして着火させ、胸に当てると同時に発生させた爆炎と共にコスチュームを纏う。
第2話でキュアハッピーが懸命にアカンベェと戦うのを目の当たりにし、正体がみゆきだと知ると「自分も笑顔を守りたい」という気持ちが湧き上がり、それがきっかけとなって2人目のプリキュアに覚醒、戦いに加勢する。5人の中ではアタッカーポジションであり、炎を纏って戦うことができる他、巨大なアカンベェを頭上に持ち上げるほどの怪力を発揮できる。逆に力押しが通用しない変則的な攻撃には弱い。
必殺技
プリキュア・サニーファイヤー
炎の力をバレーボール状に凝縮して中空に出現させた後、アタックの要領で敵に撃ち込んで浄化する。技自体は炎であるため水に対しては鎮火される。
マジョリーナのコドモニナールによって子供になった際は、炎の位置が高すぎて手が届かず、炎が消えてしまった。
プリキュア・サニーファイヤーバーニング
プリキュア・サニーファイヤーの強化版。身体に纏った強大な炎のエネルギーで巨大な炎の球を生成して敵を攻撃する。

### キュアピース
黄瀬やよいが雷の力を持つプリキュアとして変身した姿。イメージカラーは黄色で、変身時の名乗りは「ピカピカぴかりんじゃんけんポン♪ キュアピース！」。
髪は頭頂部で結い上げられ、後部で扇のように広がっている。髪色は変身前よりも淡い金髪になる。コスチュームの基本カラーはイエローで、背中には二股に分かれた燕尾服のような飾りがついている。ブーツはマーチより長く、ハッピーより短い。変身の際はスマイルパクトのパフを手拍子のように5回打ち鳴らし、一回転しながら弾ける光と共にコスチュームを纏う。変身の最後には、「ぴかりんじゃんけん」なる、じゃんけんをしながら決めポーズをとる。決めポーズは「グー」「チョキ」「パー」の3種類あり、毎回ランダムに変わっている。決めポーズが複数あるのはメンバー唯一である。
第3話で自分の努力を信じ、励ましてくれたみゆきとあかねを守りたいという気持ちを勇気に変えたことで3人目のプリキュアへと覚醒する。変身したばかりの頃は生来の臆病さから実戦で逃げ腰になりがちであった。自分の身に危険が迫ったときの反射行動として敵に雷を落とせるほか、自分の意思で行使することも出来る。
必殺技
プリキュア・ピースサンダー
ピースサインした右手を天に掲げ、思わず自身も驚く程の雷光を集め、両手のピースサインから黄色い轟雷を敵に向けて放ち浄化する。水中で使用すると味方も巻き込んでしまうこともある。雷光を受け止める際の顔は当初「雷光に怯む顔」のみだったが、後から「雷光に堪える顔」が追加された。前述の決めポーズ同様、これもメンバー唯一である。雷の特性上、木などの背の高い物体があると本人の意図しない場所に落ちてしまう欠点もある。
マジョリーナのコドモニナールによって子供になった際は、雷光に驚いて泣き出してしまった。
プリキュア・ピースサンダーハリケーン
プリキュア・ピースサンダーの強化版。強大な雷のエネルギーを放つ攻撃。

### キュアマーチ
緑川なおが風の力を持つプリキュアとして変身した姿。イメージカラーは緑色で、変身時の名乗りは「勇気リンリン直球勝負！キュアマーチ！」。
髪は暗い緑色から鮮やかなグリーンに変わり、髪型も普通のポニーテールから、ツインテールとポニーテールの合わさった、トリプルテールとなっている。コスチュームの基本カラーはグリーンで、構造はサニーと似ており、背中に薄い色の布飾りがついている。他の4人とは異なり、頭部にはヘアバンドをつけており、ブーツの布飾りが長めである。変身の際はスマイルパクトのパフで前方に三角形を描き、そこから溢れた光で全身を包み、風で解かれるようにコスチュームを纏う。
第4話で絆という言葉に反応し、危機に晒されている家族を守りたいという気持ちから4人目のプリキュアへと覚醒する。壁面すら駆け上がる驚異的な俊足を誇り、身体も激突した橋の欄干が凹むほどタフで頑丈になる。名乗り通り「直球勝負」で立ち向かうのが最大の長所にして欠点であるため、真正面からの戦いには滅法強い反面、相手の奇をてらった作戦には全く対処出来ずに敗退する。
企画当初のイメージカラーは紫色であったが、「キャラクターが並んだ時の全体的なイメージに『明るい虹色感』がほしかった」という理由で緑色に変更された。
必殺技
プリキュア・マーチシュート
片足を上げながら、風の力をサッカーボール状に凝縮して前方に出現させ、それを強烈なシュートで敵に蹴り込んで浄化する。一度に複数のエネルギー球を生成して乱射することも可能。
マジョリーナのコドモニナールによって子供になった際は、まともにダメージを与えるほどのシュートを放つことができていなかった。
映画では影の作り出したネットによって跳ね返された。
プリキュア・マーチシュートインパクト
プリキュア・マーチシュートの強化版。自身がトルネード状に高速で回転することで強力な風のエネルギーを片足に凝縮し、相手の懐に入り強烈な一撃で上空へ蹴り飛ばす。

### キュアビューティ
青木れいかが水と氷の力を持つプリキュアとして変身した姿。イメージカラーは青色で、変身時の名乗りは「しんしんと降りつもる清き心！キュアビューティ！」。
髪は暗い青色から鮮やかなブルーに変わり、ボリュームのあるショートボブ（おかっぱ）をベースに、肩にかかるくらいの長さのサイドヘアと膝まで届く後頭部の4本の束がある。コスチュームの基本カラーはブルーで、構造はハッピーと似ており、後ろに燕尾服のようなものがついている。変身の際はスマイルパクトのパフに息を吹きかけて水と氷の合わさった無数の粒を舞い散らせ、その粒を下から上へ移動させてコスチュームを纏う。
第5話で必死に協力してくれたみゆき達を守りたいという気持ちと、マジョリーナに行事を侮辱された怒りから5人目のプリキュアへと覚醒する。冷気を用いて触ったものを凍結させる他、氷の剣・氷の盾を形成する、ブーツをスケートに変化させることも可能。初変身時でも自身の能力を瞬時に把握し、戦いを有利に進めアカンベェを倒す。その冷静な判断力と豊富な知識を活かして相手の手の内を読む、弱点を突くと言った頭脳戦を得意とする。武道を嗜んでいるため、格闘戦でも非凡であり、攻撃一辺倒で守りに難のあるマーチやサニーと違い相手の攻撃をかわしつつ戦うことができる。その実力はジョーカーに「プリキュアの要」と評されている。冷気を扱うものの、特に寒さに強いわけではなく凍結攻撃を浴びると他のプリキュア同様氷漬けにされる。
必殺技
プリキュア・ビューティブリザード
右手に氷のエネルギーを球状に凝縮し、左手で空中に3本の線を描いて交差させ雪の結晶を作った後、雪の結晶と氷の球を合わせた光波状の冷気を放って敵を浄化する。発射後の軌道修正が可能。ただし池などの大量に水は表面しか凍らせることができない。
マジョリーナのコドモニナールによって子供になった際は、マジョリーナ自身「涼しい」と思う程度の冷気しか放つことができていなかった。
プリキュア・ビューティブリザードアロー
プリキュア・ビューティブリザードの強化版。氷のエネルギーを矢に変化させ、二振りの氷剣を組み合わせて形成した弓で敵を射抜く。大量の氷の矢を発生させ、複数の敵を迎撃することも可能。
名称不明
戦場一帯を氷漬けにして、自身の支配下にする技（敵陣であっても）。氷の剣も無限に使用可能。第43話にて異次元空間にあるジョーカーのサーカス小屋で使用した。

### 合体技
プリキュア・ぺちゃんこアタック
第6話で使用。これは正式な技および技の名前ではなく、キュアハッピーが思わず言ったものである。空き缶のアカンベェに対し、空き缶クラッシャーに変身したポップが相手を挟み、最後に5人がクラッシャーのポップを尻で踏み、止めを刺した。
プリキュア・レインボーヒーリング
第12話から登場。プリキュアがレインボーキュアデコルを使用し、5人で手を重ね合わせて虹色の光波を放って敵を浄化する合体技。各々の必殺技が通用しない「青っ鼻」のアカンベェを浄化することができ、ジョーカーはこれを「白い浄化の光」と呼んでいる。発動時は各プリキュアの頭頂部の髪飾りが、プリンセスティアラと光り輝く羽飾りに変化する。メンバーの誰かが必殺技を使用して疲弊した状態でも使用が可能。
プリキュア・ファイヤーシュート
サニーとマーチの合体技。炎を纏った巨大な風の球で攻撃する。
プリキュア・サンダーブリザード
ピースとビューティの合体技。ビューティの氷の弓を変化させた巨大な氷柱にピースの電撃を纏わせ、攻撃する。

### プリンセスフォーム
プリキュアがプリンセスキャンドルの力を受けてパワーアップした姿で、主にプリキュア・レインボーバースト及びプリキュア・ロイヤルレインボーバースト発動時に変身する。第23話から登場。
それぞれ姿が変化するが、全員が白いドレスを上からまとったような服装になり、胸のリボンには白いラインが入り、頭を一周するように細い光の輪が浮かんでいる。プリンセスキャンドルの柄にプリンセスキュアデコルを嵌め、「ペガサスよ、私達に力を！」の掛け声でペガサスの光に包まれながら変身する。変身完了後は、「プリキュア・プリンセスフォーム！」の掛け声とともに揃ってポーズをとる。基本的に5人揃って変身するが、レインボーバーストなどの技は使えないものの単独での変身も可能ではある。なお、敵の攻撃を受けた時は元の姿に戻るが、映画ではティアラ・羽飾り・イヤリングが元に戻っている。
プリンセスハッピー
毛の束がさらに長くなり、結び目が2箇所になる。
プリンセスサニー
団子部分がリボン状となり、後ろ髪が伸びてロングヘアーとなる。
プリンセスピース
結われている髪が長く伸び、全体にウェーブがかかる。
プリンセスマーチ
ポニーテールのボリュームがアップし、毛先が巻かれる。服装以外の容姿にあまり変化はない。
プリンセスビューティ
後ろの髪がさらに伸び、頭頂部がライオンのたてがみのように逆立つ。
必殺技
プリキュア・シンデレラハッピーシャワー
プリンセスハッピーが単体で放つ技。反動で自分が吹っ飛んでしまうほどの威力を持つ。

合体技
プリキュア・レインボーバースト
プリンセスキャンドルのトリガーを引いて着火させ、ペガサスのオーラに5人が騎乗する。ハッピーが「届け！希望の光！」と叫び、続けて4人が「はばたけ！未来へ！」と叫んだ後、空にペガサス座を描いて5人分の巨大なペガサスのオーラをまとい、一斉にキャンドルから虹色のビームを対象に放つ。最後はキャンドルの炎を吹き消し、「輝け！ハッピースマイル！」の掛け声で大爆発を起こし、対象を浄化する。単体の浄化の力が通用しないスーパーアカンベェを浄化することができる。
プリキュア・ロイヤルレインボーバースト
第32話から登場。プリキュア・レインボーバーストに、ロイヤルクロックから召喚したフェニックスの力で強化した技。発動の際はまずロイヤルクロックに専用のキュアデコル「ロイヤルレインボーデコル」を嵌め「開け、ロイヤルクロック！」の台詞と共にハッピーがクロックの文字盤を一周するように指でなぞり、続いてキャンディが「みんなの力を一つにするクル！」のセリフの後、クロック上部のボタン「ロイヤルジュエル」を押す。その後、レインボーバーストと同様にハッピーの叫びに続け、他の4人が「はばたけ！光輝く未来へ！」と叫んだ後、空にほうおう座を描いて5人分の巨大なフェニックスのオーラをまとい、ペガサスが放つ虹色のビームをフェニックスが放つ。最後の掛け声もレインボーバーストと同じ。レインボーバーストの力が通用しないハイパーアカンベェをも浄化することができる。キャンディがいなければ、この技を発動することは出来ない。

### ウルトラプリキュア
ウルトラキュアデコルの力でパワーアップしたプリキュアの最終形態。戦闘力が格段に上昇しており、絶望の巨人を瞬く間に全滅させ、ピエーロをも圧倒した。プリンセスフォームのバリエーションとして、ドレスとリボンが羽織に変化する。左右に羽翼を付けたティアラが金色に輝き、体の上下に金色の細い光の輪が浮かび、全員が白い燐光に包まれている。プリンセスフォームの武器であるプリンセスキャンドルもそのまま使用する。
ウルトラハッピー
映画とは異なり翼がなく、髪の結び目も3箇所になっている。
ウルトラサニー
髪の一部をポニーテールのようにまとめ上げ、リボン形の髪を結っている。
ウルトラピース
プリンセスフォーム時のウェーブはなくなり、髪が内側にカールするようになった。
ウルトラマーチ
髪はさらに長くなり、ポニーテール部分は地面につくほどにまでになっている。
ウルトラビューティ
プリンセスフォーム時のたてがみはそのままに、後ろの髪が6分割される。
合体技
プリキュア・ウルトラロイヤルレインボーバースト（作中では「プリキュア・ウルトラレインボーバースト」）
プリキュア・ロイヤルレインボーバーストがさらにパワーアップした技で、プリズム状となったフェニックスがプリズム状の虹色のビームを放つ。発動時もロイヤルレインボーバーストと同じ。ピエーロに向かって放ったがかき消される。
プリキュア・ミラクルレインボーバースト
ウルトラプリキュア状態のプリキュアとロイヤルキャンディの6人の力で、プリキュア・ロイヤルレインボーバーストを発動させた最後の技。放たれるビームの色も金色に変化しており、最後には巨大なウルトラハッピーが出現し、ピエーロを包み込んで消滅させた。

### エターナルフォーム
小説版にて登場する、ジョーカーが生み出した「絶望の物語」の世界で24歳のみゆきたちが変身したフォームで、命名はみゆきによるもの。見た目については大人の姿のままでの変身であること、頭部のティアラが豪華になったのと纏うドレスが大人っぽくなった程度の描写に留まっている。また成長した分能力が強化されており、必殺技の名前の上には「エターナル」の名称が追加されている。
必殺技
エターナル・ハッピーシャワーシャイニング
エターナル・サニーファイヤーバーニング
エターナル・ピースサンダーハリケーン
エターナル・マーチシュートインパクト
エターナル・ビューティーブリザードアロー
合体技
プリキュア・エターナルレインボーバースト

### 関連アイテム
各プリキュアが、変身や攻撃などに使用するアイテム。
スマイルパクト
プリキュアへの変身に使用するコンパクト型のアイテムで、パクト本体にパフが内蔵されている。蓋を開いた本体の下部に7つの宝石（左から｢緑・青・紫・桃・赤・橙・黄｣の順番に並んでいる）があり、セットするキュアデコルによって光る宝石が変わる。必殺技の発動時などには気合いを込めることで発光し、このことをプリキュア達は「力が抜ける（吸い取られる）」と述べている。
上部にキュアデコルをセットすると、パクト本体から音声が流れる。変身用のデコルをセットすると｢レディー！」と発声し、さらに変身者が変身のかけ声を呼称すると、「ゴー！ゴーゴー！レッツゴー、○○○！｣という音声と共にパフが飛び出し、変身が開始される。全員が変身の仕上げとしてパフで自分の頬を叩いてピンクに染める動作が入る。変身完了後は、キャリーに収納されて右腰に装着される。
変身用以外のデコルをセットすると、「レッツゴー！○○○（デコル名）！」という音声が流れる。
資格者以外がパクトを使用しても変身することは出来ず、みゆきと身体が入れ替わったキャンディは変身が出来なかった。
第48話（最終回）にてピエーロの攻撃で石になってしまうが、ミラクルジュエルの力で復活する。
キュアデコル
ロイヤルクイーンが持っていた「幸せの力の源」で、様々なデコレーションパーツの形をしている。現在はバッドエンド王国に奪われ、その力をバッドエンドに変えられて利用されており、メルヘンランドを救うにはその全てを回収しなければならない。
プリキュアへの変身に使うデコルは全てリボンの形をしているが（ただしデザインはそれぞれ異なる）、それ以外のものは様々な形がある。変身用以外のタイプは様々な物体を出現させたり、キャンディに影響を与える能力を発揮させたりする。戦闘時にはプリキュアの支援にも活用される。なお、同じキュアデコルでも使用した状況に応じて異なる効果が現れる場合がある。
変身用デコル、レインボーキュアデコル、プリンセスキュアデコルは各メンバー専用だが、それ以外のキュアデコルはプリキュアメンバーかキャンディであれば誰でも使える。また、消耗品ではないので、入手すれば何回でも使える。
レインボーキュアデコル
第12話でプリキュアの役に立ちたいというキャンディの想いが生み出したデコル。変身用デコルのそれぞれのデザインが強調された形をしている。スマイルパクトにセットすることで、プリキュア・レインボーヒーリングの発動が可能になる。他のキュアデコルとは異なり常に携帯しているわけではなく、必要時にのみ「みんなの力を合わせるクル!」の台詞と共にキャンディからもたらされる。
プリンセスキュアデコル
第23話でロイヤルクイーンから授けられたデコル。プリンセスキャンドルの柄の部分にセットすることで、プリンセスフォームへと変身可能になる。デザインはそれぞれ異なっており、ハッピーは桜の花型、サニーはバラの花型、ピースは流れ星型、マーチは四つ葉のクローバー型、ビューティは雪の結晶型である。玩具ではメタリックな色調で表現されている。
ロイヤルレインボーキュアデコル
第31話で出現したデコル。金色のハートの形をしている。プリキュア・ロイヤルレインボーバーストを発動させる際に、ロイヤルクロックの中央部分にセットする。
ウルトラキュアデコル
第40話から登場した羽型のデコル。スマイルパクトにセットする事で、プリキュア達の単体技のパワーアップとウルトラプリキュアへの変身が可能になる。

デコルデコール
キュアデコルの保管に使用するトランクケース。第6話でポップが持ってきた。2層構造で上の層の内部にはハート型の溝が16個あり、ここにキュアデコルを填めて収納する。納めたキュアデコルが16個揃うたびにプリキュアに新たな力や装備がもたらされる。また、上の層を左右にスライドさせて開くと出てくる下の層の中央部にキュアデコルをセットすると、様々な能力を発揮できる。
プリンセスキャンドル
キュアデコルを全てデコルデコールに収めたプリキュアが、ロイヤルクイーンからペガサスの加護を受けることによってスマイルパクトを変化させて作りだした武器。蝋燭を模した剣のような形をしており、ペガサスの彫刻がついている。柄にはデコルをセットできるようになっており、専用のキュアデコルをセットすることでプリキュアをプリンセスフォームに変化させる。柄には引き金が付いており、これを引くことで先端に点火、プリキュア・レインボーバーストが使えるようになる。さらに、ロイヤルクロックから召喚されたフェニックスの力を使うとプリキュア・ロイヤルレインボーバーストに強化される。
ロイヤルクロック
第30話で、通算32個のキュアデコルを回収した所でロイヤルクイーンから授けられた、羽が付いたアナログ型の置き時計アイテム。ロイヤルレインボーキュアデコルを中央部にセットし、キャンディが上部のボタン「ロイヤルジュエル」を押す。その後、伝説の不死鳥「フェニックス」が出現してプリキュア・ロイヤルレインボーバーストが発動可能になる。また、ウルトラプリキュアの状態で発動させるとプリキュア・ウルトラロイヤルレインボーバーストに強化する。技を発動させる度に短針が進んでいく。また、キュアデコルをセットして様々な能力の発揮もできる。

## 作中用語
七色ヶ丘市（なないろがおかし）
みゆきたちが住んでいる町。町内には大きな川が流れており、河川敷や湖、教会、空港などが存在する。
最終決戦では町を始めとする地球全体がバッドエンド空間に広がり、第46話で地球全てのバッドエナジーをピエーロの卵に献上され、何もない更地の世界になってしまう。しかし、第48話（最終回）でピエーロ打倒後、何事もなかったように修復されていった。
七色ヶ丘中学校（なないろがおかちゅうがっこう）
みゆきたち5人・げんきが通う中学校。公立であり、地域の二つの小学校の生徒が集まってできている。制服は男子が群青色のブレザーと同色のスラックス、女子が上が白、下が群青色のワンピースとなっている。また、みゆきたち5人以外は男女とも赤いネクタイを締めている。
伝説のプリキュアの絵本
キャンディが持ってきた（乗ってきた）プリキュアの伝説と、これからの未来も描かれる不思議な絵本。
また、プリキュアの心にも繋がっているようで、闇の黒い絵の具に塗り潰された際、プリキュア達は深い絶望に陥ってしまう。
ふしぎ図書館
木々の間に無数の書架が並び、世界中のメルヘンが集められた空間。みゆき達が住む人間界とメルヘンランド側を結ぶ通路のような役割を果たす。人間が立ち入ることは基本的にないらしく、ポップはみゆきが偶然迷い込んだことを知って驚く。
あらゆる本棚に抜け道が通じており、行きたい場所を思い浮かべながら一定の手順で本を動かすと、その場所に最も近い本棚へと移動できる。移動先の本棚は本物でなくても移動できるが、移動先で本を動かすことができない場合は一方通行になってしまう。また、移動する際に他のものに気を取られると、目的地とは異なる場所へ移動してしまう。
第7話では木の切り株から星デコルでデコレーションした家を作り、みゆき達の秘密基地として集うようになった。
第47話で伝説のプリキュアの絵本が闇の黒い絵の具に塗り潰されたと同時に、ふしぎ図書館も黒く染められてしまう。
最終回はどうなったか不明であったが、2015年公開の『映画 プリキュアオールスターズ 春のカーニバル♪』で健在である事が判明した。
バッドエナジー
生き物が無気力になった時に発するエネルギー。ピエーロのエネルギー源であり、武器としても扱われる。バッドエンド王国の幹部はピエーロ復活のためにこれを集めている。
三幹部とジョーカーはそれぞれ「闇の絵本」を所持しており、「世界よ！最悪の結末、バッドエンドに染まれ！白紙の未来を黒く塗りつぶすのだ！」という掛け声（ウルフルンのもの、それ以外はそれぞれ口調によって差異がある）とともに「闇の黒い絵の具」を握りつぶし、空白のページに絵の具を叩きつけ黒く塗りつぶすことでバッドエンド空間を発動し、生き物の心を暗い絶望と無気力に落とし込むことができる。ただし、この力が通用しない生き物もおり、強い意志や刺激があれば稀に無気力状態から解放されることがある。また、生き物が一人も無気力状態にならなかった場合は、バッドエンド空間が発生しても針が進むことはない。
前述の通り人間だけではなく、第11話では昆虫、第24話ではメルヘンランドの住人、第30話では動物も無気力になったこともある。
闇の絵本
バッドエンド王国の幹部たちが所持している黒い絵本。中は空白のページがなっており、幹部達が闇の黒い絵の具を握りつぶし、空白のページに絵の具を黒く塗りつぶすことで「バッドエンド空間」を発動し、生き物の心を暗い絶望と無気力に落とし込み、そこから発するバッドエナジーを吸収する。それにより、幹部たちがバッドエナジーを集めるごとに魔の時計の針が1つずつ進む。
闇の黒い絵の具
バッドエンド王国の幹部達が使用する黒い絵の具。闇の絵本の空白の空白のページに絵の具を叩きつけ黒く塗りつぶすことでバッドエンド空間を発動させる。実はバッドエナジーでできたもので、絶望の巨人もそこから生み出された。
魔の時計
ピエーロが復活するまでに必要なバッドエナジーを示した時計。幹部達がバッドエナジーを集めるごとに針が1つずつ進み、復活に近づいていく。巨大なピエロの顔を模したもので口の中に時計が、鼻（ピエーロの核）に現在の針の示す数値が示されている。
第23話以前の時計の針は22で一周する。第24話以降では時計のデザインが魔法陣に変わり、針は18で一周する。
なまけ玉
ジョーカーが所有するアイテム。内部にはバッドエンド王国が理想とする「バッドエンドの世界」があり、閉じ込められると辛いことを忘れ、だらけてしまう。また怠惰になり思考が鈍るため、記憶さえあやふやになっていく。後から飛び込んだ人物も影響を受け、だらけてしまうこともある。
ミラクルジュエル
どんな願いでも一つだけかなえる力を持つという伝説のアイテム。メルヘンランドの住民の誰でも知っており、伝説として伝わっていた。その正体はメルヘンランドの代々のクイーン誕生に必要な卵であり､“どんな願いでも叶える”という伝説は偽りであった事が第46話で判明する。しかし消える間際のロイヤルクイーンによって、絶望の中でも存在し続ける希望となる力を持っているとも明かされ、プリキュア達を救うために力を発揮した。最終決戦の際、ピエーロによってプリキュアが力を失った後は最後の力を発揮させるために使用するが、全ての力を使い果たしたことで、人間の世界とメルヘンランドの繋がりも解けてしまった。
鉄人戦士ロボッター
作中世界で放送されているロボットを題材としたテレビアニメ。第35話では同作品に登場するロボット『ロボッターDX』の玩具発売を記念した発売イベントが行われていたほか、アニメパートを中心に描かれた同玩具のテレビCMも放映された。

## スタッフ
前作に引き続き、梅澤淳稔が本作品でもプロデューサーを担当。シリーズディレクターには、過去の「プリキュアシリーズ」での演出や映画『プリキュアオールスターズDX』シリーズの監督を務めた大塚隆史が起用された。大塚は『ONE PIECE』の演出を手がけ始めた頃に企画書を渡され、シリーズディレクターになることが決まったという。また、キャラクターデザインはコンペティションの結果、『Yes!プリキュア5』シリーズで同役職を務めた川村敏江が担当する。大塚は未就学児の女児が見たいと思えるデザインを川村に依頼、川村がアイデアが豊富であり具体的な注文をするよりも全体像を話したほうがよいと判断し、基本的な性格や作品概要を話した程度だったが、実際に川村からデザインがあがってくると感嘆したという。
- 企画 - 西出将之（朝日放送）、三宅将典（ADK）、清水慎治
- 原作 - 東堂いづみ
- 連載 - 講談社「なかよし」
- シリーズ構成 - 米村正二
- キャラクターデザイン - 川村敏江
- 美術デザイン - 増田竜太郎
- 色彩設計 - 佐久間ヨシ子
- 編集 - 麻生芳弘
- 音楽 - 高梨康治
- 音楽制作 - マーベラス
- プロデューサー - 松下洋幸（朝日放送）、佐々木礼子（ADK）、梅澤淳稔、長谷川昌也
- 製作担当 - 額賀康彦
- 編集スタジオ - 東映デジタルラボ
- 音響効果 - 石野貴久
- 録音調整 - 川崎公敬、林奈緒美
- 録音スタジオ - タバック
- 選曲 - 水野さやか
- 記録 - 沢井尚子
- キャスティング - 小浜匠
- 音楽制作協力 - 東映アニメーション音楽出版
- アシスタントプロデューサー - 神木優（第1 - 9話）、北村文美（朝日放送、第17 - 38話）
- 宣伝 - 多田香奈子（朝日放送）、岸本拓磨（朝日放送、第47・48話）
- アニメーション制作 - 東映アニメーション
- シリーズディレクター - 大塚隆史
- 制作協力 - 東映
- 制作 - 朝日放送、ADK、東映アニメーション

## 主題歌

### オープニングテーマ
「Let's go! スマイルプリキュア！」
作詞 - 六ツ見純代 / 作曲 - 高取ヒデアキ / 編曲 - 籠島裕昌 / 歌 - 池田彩
第1話のみイントロ部分の映像が異なり、アバンタイトルからそのまま繋がる構成となっている。また最終話ではアバンタイトル無しで番組開始後、即オープニングが流れた。
ストーリーの展開・進行に応じて、第25話と第33話の二度にわたって一部映像が変更されている。
第35話では、挿入歌として使用された。

### エンディングテーマ
前期エンディング「イェイ! イェイ! イェイ!」（第1話 - 第24話）
作詞 - 実ノ里 / 作曲 - 高取ヒデアキ / 編曲 - 斎藤悠弥 / 歌 - 吉田仁美
『映画 プリキュアオールスターズ 春のカーニバル♪』では挿入歌として使われ、同曲のPVシーン（みゆきたちの回想シーン）が流れていた。
後期エンディング「満開＊スマイル！」（第25話 - 第48話）
作詞 - 六ツ見純代 / 作曲 - 高取ヒデアキ / 編曲 - 籠島裕昌 / 歌 - 吉田仁美
前期・後期ともに、エンディングアニメーションでのプリキュア達の踊りの振り付けは、前3作に引き続き前田健が担当している。
踊りを披露するのは本作品のプリキュア5人で、曲の冒頭にアップで登場するメンバー（前期）・Aメロ部分にソロで登場するメンバー（後期）は各話ごとに異なる。
第48話ではBパート内にエンディングが組み込まれ、これまでのエピソードのハイライトシーンを背景に左下でキュアハッピーがダンスを踊るという演出がなされた。

### 挿入歌
「笑う 笑えば 笑おう♪」（第34話）
作詞 - 青木久美子 / 作曲 - 高梨康治 / 編曲 - 藤澤健至 / 歌 - スマイルプリキュア!（キュアハッピー、キュアサニー、キュアピース、キュアマーチ、キュアビューティ）with キャンディ
「あなたの鏡」（第43話）
作詞 - 実ノ里 / 作曲・編曲 - 岡部啓一（MONACA） / 歌 - キュアビューティ／青木れいか（CV：西村ちなみ）
「最高のスマイル」（第44話、第48話）
作詞 - Funta3 / 作曲・編曲 - Funta7 / 歌 - キュアハッピー&キュアサニー&キュアピース&キュアマーチ&キュアビューティ

## 各話リスト
- 以下断りのない限り、放送日は日曜の日付を示す。臨時枠移動により日曜以外に放送したものは曜日も併記、さらに通常の放送時間以外に放送された場合にはその旨注釈にて示す。
- 特番やスポーツ中継などによる放送の休止・日時変更は以下の通り。
  - 2012年6月17日…「第112回全米オープンゴルフ大会3日目」中継のため休止。
  - 2012年7月29日…「ロンドンオリンピック2012ハイライト」放送のため休止。
  - 2012年8月12日・19日・26日…制作局の朝日放送のみ、『第94回全国高校野球選手権大会』中継のため臨時枠移動を実施（下記の表を参照）[注 75]。
  - 2012年11月4日…「第44回全日本大学男子駅伝」（テレビ朝日・メ〜テレ共同制作）放送のため休止。
  - 2012年12月30日…各局年末特番編成[注 76]のため休止。

| 話数 | サブタイトル                                       | 脚本         | 絵コンテ 演出              | 作画監督                                  | 美術          | 本放送日      | 本放送日                      |
| 話数 | サブタイトル                                       | 脚本         | 絵コンテ 演出              | 作画監督                                  | 美術          | 制作局        | 制作局を除く テレビ朝日系列局 |
| ---- | -------------------------------------------------- | ------------ | -------------------------- | ----------------------------------------- | ------------- | ------------- | ----------------------------- |
| 1    | 誕生！ 笑顔まんてんキュアハッピー!!                | 米村正二     | 大塚隆史                   | 山岡直子                                  | 増田竜太郎    | 2012年 2月5日 | 2012年 2月5日                 |
| 2    | 燃えろ！ 熱血キュアサニーやで!!                    | 米村正二     | 黒田成美                   | ポール・アンニョヌエボ フランシス・カネダ | 斉藤優        | 2月12日       | 2月12日                       |
| 3    | じゃんけんポン♪でキュアピース!!                    | 小林雄次     | 芝田浩樹                   | 宇津野勇樹                                | 西田渚 渡部葉 | 2月19日       | 2月19日                       |
| 4    | 直球勝負！ 風のキュアマーチ!!                      | 山田由香     | 門由利子                   | 小島彰                                    | 田中美紀      | 2月26日       | 2月26日                       |
| 5    | 美しき心！ キュアビューティ!!                      | 佐々木なふみ | 池畠博史 大塚隆史 岩井隆央 | 仁井学 梅津茜 平野絵美                    | 戸杉奈津子    | 3月4日        | 3月4日                        |
| 6    | チーム結成！ スマイルプリキュア!!                  | 米村正二     | 土田豊                     | 河野宏之                                  | 佐藤千恵      | 3月11日       | 3月11日                       |
| 7    | どこなの？ わたし達のひみつ基地!?                  | 山田由香     | 池田洋子                   | 稲上晃                                    | 田中美紀      | 3月18日       | 3月18日                       |
| 8    | みゆきとキャンディが イレカワ〜ル!?                | 小林雄次     | 田中裕太                   | 大谷房代                                  | 斉藤優        | 3月25日       | 3月25日                       |
| 9    | うそ〜！やよいちゃんが転校!?                       | 米村正二     | 芝田浩樹                   | 上野ケン                                  | 西田渚        | 4月1日        | 4月1日                        |
| 10   | 熱血！ あかねのお好み焼き人生!!                    | 佐々木なふみ | 地岡公俊 岩井隆央          | 山岡直子                                  | 田中美紀      | 4月8日        | 4月8日                        |
| 11   | プリキュアが チイサクナ〜ル!?                      | 成田良美     | 黒田成美 三塚雅人          | なまためやすひろ                          | 戸杉奈津子    | 4月15日       | 4月15日                       |
| 12   | 目覚める力！ レインボーヒーリング!!                | 小林雄次     | 山口祐司 門由利子          | フランシス・カネダ アリエス・ナリオ       | 篝ミキ        | 4月22日       | 4月22日                       |
| 13   | 修学旅行！ みゆき、京都でドン底ハッピー!?          | 成田良美     | 土田豊                     | 小島彰                                    | 田中里緑      | 4月29日       | 4月29日                       |
| 14   | 修学旅行！大阪で迷子になっちゃった!?               | 山田由香     | 森川滋 岩井隆央            | 仁井学、梅津茜                            | 斉藤優        | 5月6日        | 5月6日                        |
| 15   | ドタバタ！ みゆきの母の日大作戦!!                  | 佐々木なふみ | 田中裕太                   | 河野宏之                                  | 渡部葉        | 5月13日       | 5月13日                       |
| 16   | れいかの悩み！ どうして勉強するの!?                | 成田良美     | 芝田浩樹                   | 青山充                                    | 田中美紀      | 5月20日       | 5月20日                       |
| 17   | 熱血！ あかねのお笑い人生!!                        | 小林雄次     | 森川滋 岩井隆央            | 稲上晃                                    | 猿谷勝己      | 5月27日       | 5月27日                       |
| 18   | なおの想い！ バトンがつなぐみんなの絆!!            | 山田由香     | 池田洋子 三塚雅人          | フランシス・カネダ アリエス・ナリオ       | 篝ミキ        | 6月3日        | 6月3日                        |
| 19   | パパ、ありがとう！ やよいのたからもの              | 米村正二     | 境宗久                     | 上野ケン                                  | 西田渚        | 6月10日       | 6月10日                       |
| 20   | 透明人間？ みゆきとあかねがミエナクナ〜ル!?        | 小林雄次     | 土田豊                     | なまためやすひろ                          | 斉藤優        | 6月24日       | 6月24日                       |
| 21   | 星にねがいを！ みんなず〜っと一緒!!                | 山田由香     | 門由利子                   | 大谷房代                                  | 田中里緑      | 7月1日        | 7月1日                        |
| 22   | いちばん大切なものって、 なぁに？                  | 米村正二     | 田中裕太                   | 仁井学、梅津茜 平野絵美                   | 田中美紀      | 7月8日        | 7月8日                        |
| 23   | ピエーロ復活！ プリキュア絶体絶命!!                | 米村正二     | 大塚隆史                   | 山岡直子                                  | 猿谷勝己      | 7月15日       | 7月15日                       |
| 24   | プリキュアが妖精になっちゃった、 みゆ〜!?          | 成田良美     | 芝田浩樹                   | 河野宏之                                  | 篝ミキ        | 7月22日       | 7月22日                       |
| 25   | 夏だ！海だ！ あかねとなおの意地っ張り対決!!        | 山田由香     | 三塚雅人                   | 青山充                                    | 行信三        | 8月5日        | 8月5日                        |
| 26   | 夏祭り！ 夜空に咲く大きな大きな花！                | 小林雄次     | 森川滋 岩井隆央            | 小島彰                                    | 斉藤優        | 8月26日       | 8月12日                       |
| 27   | 夏のふしぎ!? おばあちゃんのたからもの              | 成田良美     | 境宗久                     | 稲上晃                                    | 渡部葉        | 8月27日（月） | 8月19日                       |
| 28   | ウソ？ホント？ おばけなんかこわくない！            | 米村正二     | 佐々木憲世 広嶋秀樹        | フランシス・カネダ アリエス・ナリオ       | 田中美紀      | 8月27日（月） | 8月26日                       |
| 29   | プリキュアが ゲームニスイコマレ〜ル!?              | 成田良美     | 土田豊                     | 上野ケン                                  | 猿谷勝己      | 9月2日        | 9月2日                        |
| 30   | 本の扉で 世界一周大旅行!!                          | 山田由香     | 芝田浩樹                   | 青山充                                    | 篝ミキ        | 9月9日        | 9月9日                        |
| 31   | ロイヤルクロックとキャンディの秘密!!               | 米村正二     | 佐々木憲世 三塚雅人        | 河野宏之                                  | 田中美紀      | 9月16日       | 9月16日                       |
| 32   | 心を一つに！プリキュアの新たなる力!!               | 米村正二     | 志田直俊 岩井隆央          | なまためやすひろ                          | 斉藤優        | 9月23日       | 9月23日                       |
| 33   | 映画村で時代劇でござる!?の巻！                     | 小林雄次     | 山口祐司 芝田浩樹          | 大谷房代                                  | 田中里緑      | 9月30日       | 9月30日                       |
| 34   | 一致団結！文化祭でミラクルファッションショー!!     | 佐々木なふみ | 門由利子                   | 山岡直子                                  | 田中美紀      | 10月7日       | 10月7日                       |
| 35   | やよい、地球を守れ！プリキュアがロボニナ〜ル!?     | 成田良美     | 大塚健 大塚隆史            | 小島彰                                    | 猿谷勝己      | 10月14日      | 10月14日                      |
| 36   | 熱血!?あかねの初恋人生!!                           | 成田良美     | 田中裕太                   | 稲上晃                                    | 篝ミキ        | 10月21日      | 10月21日                      |
| 37   | れいかの悩み！清き心と清き一票!!                   | 小林雄次     | 土田豊                     | フランシス・カネダ アリエス・ナリオ       | 田尻健一      | 10月28日      | 10月28日                      |
| 38   | ハッスルなお！プリキュアがコドモニナ〜ル!?         | 山田由香     | 芝田浩樹                   | 河野宏之                                  | 斉藤優        | 11月11日      | 11月11日                      |
| 39   | どうなっちゃうの!?みゆきのはちゃめちゃシンデレラ!! | 成田良美     | 三塚雅人                   | 上野ケン                                  | 渡部葉        | 11月18日      | 11月18日                      |
| 40   | 熱血！あかねの宝さがし人生!!                       | 佐々木なふみ | 佐々木憲世 岩井隆央        | なまためやすひろ                          | 田中美紀      | 11月25日      | 11月25日                      |
| 41   | 私がマンガ家!?やよいがえがく将来の夢!!             | 小林雄次     | 境宗久                     | 山岡直子                                  | 猿谷勝己      | 12月2日       | 12月2日                       |
| 42   | 守りぬけ！なおと家族のたいせつな絆!!               | 山田由香     | 門由利子 三塚雅人          | 大谷房代                                  | 篝ミキ        | 12月9日       | 12月9日                       |
| 43   | れいかの道！私、留学します!!                       | 成田良美     | 田中裕太                   | 小島彰                                    | 田中里緑      | 12月16日      | 12月16日                      |
| 44   | 笑顔のひみつ！みゆきと本当のウルトラハッピー!!     | 米村正二     | 土田豊 岩井隆央            | 河野宏之                                  | 斉藤優        | 12月23日      | 12月23日                      |
| 45   | 終わりの始まり！プリキュア対三幹部!!               | 米村正二     | 芝田浩樹                   | フランシス・カネダ アリエス・ナリオ       | 渡部葉        | 2013年 1月6日 | 2013年 1月6日                 |
| 46   | 最悪の結末!?バッドエンドプリキュア!!               | 成田良美     | 三塚雅人                   | なまためやすひろ                          | 田中美紀      | 1月13日       | 1月13日                       |
| 47   | 最強ピエーロ降臨！あきらめない力と希望の光!!       | 成田良美     | 志田直俊 黒田成美          | 上野ケン                                  | 猿谷勝己      | 1月20日       | 1月20日                       |
| 48   | 光輝く未来へ！届け！最高のスマイル!!               | 米村正二     | 大塚隆史                   | 山岡直子                                  | 斉藤優        | 1月27日       | 1月27日                       |

## 放送局

### 日本国内での放送
- 字幕放送・連動データ放送はANNフルネット局のみ実施。

| 放送地域       | 放送局                                                | 放送期間                                                                       | 放送日時                                                 | 放送系列       | 備考                          |
| -------------- | ----------------------------------------------------- | ------------------------------------------------------------------------------ | -------------------------------------------------------- | -------------- | ----------------------------- |
| 日本国内       | 朝日放送（制作局）をはじめとする テレビ朝日系列全24局 | 2012年2月5日 - 2013年1月27日                                                   | 日曜 8:30 - 9:00                                         | テレビ朝日系列 | 同時ネット                    |
| 鳥取県・島根県 | 山陰放送                                              | 2012年2月11日 - 2013年2月2日                                                   | 土曜 11:15 - 11:45                                       | TBS系列        | 遅れネット スポンサードネット |
| 宮崎県         | 宮崎放送                                              | 2012年7月10日・7月17日 2012年7月24日 - 11月13日 2012年11月20日 - 2013年2月12日 | 火曜 15:30 - 16:00 火曜 15:00 - 16:00 火曜 15:30 - 16:00 | TBS系列        | 遅れネット 番組販売           |

### 日本国外での放送
時間帯は全て現地時間。
香港
2015年6月25日から2015年12月4日まで無綫電視翡翠台にて、『Smile 光之美少女』のタイトルで毎週木曜・金曜17時20分 - 17時50分に放送。広東語 & 日本語二カ国語放送、繁体字字幕あり。
台湾
2014年8月16日から2015年7月4日まで東森幼幼台にて、『Smile光之美少女!』のタイトルで毎週土曜17時 - 17時30分に放送。普通話放送、繁体字字幕あり。
イギリス
2017年7月17日より、ロンドンの地方局London Liveにおいて、前述の英語版ローカライズ作品『Glitter Force』を毎週月 - 土曜6時30分 - 7時に放送。

### 日本国外でのネット配信
北米・欧州等
Netflixにて、前述の英語版ローカライズ作品『Glitter Force』の配信が行われている。同作品の第1シーズン（全20話）の配信開始は2015年12月18日から、第2シーズン（全20話）の配信開始は2016年8月26日からとなる。

## 映画
映画 スマイルプリキュア! 絵本の中はみんなチグハグ!
2012年10月27日公開。『スマイルプリキュア!』単独映画作品。本番組の放送開始前である2012年1月30日に本作品の制作協力かつ同作品を配給する東映は2012年度のラインナップ発表会で、本作品の単独映画の公開が決定したことを発表し、同年10月27日に公開された。
同作品の公開に合わせ、本作品第36話から40話までのオープニング映像にて、同作品のハイライトシーンが一部使用された。

### クロスオーバー映画
歴代プリキュアが共演する作品。
映画 プリキュアオールスターズNewStage みらいのともだち
2012年3月17日公開。本作品のプリキュア全員とキャンディが登場。
同作品の公開に合わせ、本作品第6話から9話までのオープニングにて、同作品の本編映像が一部使用された。
映画 プリキュアオールスターズNewStage2 こころのともだち
2013年3月16日公開。『NewStage』に登場済みのプリキュア全員とキャンディに加え、ポップがクロスオーバー映画並び映画初登場。また、脇役として2年2組の生徒たちと佐々木先生が登場。
映画 プリキュアオールスターズNewStage3 永遠のともだち
2014年3月15日公開。キュアハッピー、キュアピース、キュアマーチが声付きで登場。また、脇役として育代・正子・千春・緑川家全員が登場。
映画 プリキュアオールスターズ 春のカーニバル♪
2015年3月14日公開。キュアハッピーとキュアサニーが声付きで登場。
映画 プリキュアオールスターズ みんなで歌う♪奇跡の魔法!
2016年3月19日公開。キュアハッピーとキュアサニーが声付きで登場。この他敵側ではピエーロ、脇役として松原巡査が登場。
映画 HUGっと!プリキュア♡ふたりはプリキュア オールスターズメモリーズ
2018年10月27日公開。本作品のプリキュア全員が声付きで登場。
映画 プリキュアオールスターズF
2023年9月15日公開。プリキュアシリーズ20周年を記念したオールスターズ映画で、本作品を含む歴代プリキュアが総登場する。キュアハッピーのみ台詞がある。

## 小説
『小説 スマイルプリキュア!』（原作：東堂いづみ、著：小林雄次、イラスト：川村敏江、講談社キャラクター文庫、2016年10月4日発売）ISBN 978-4-06-314878-7
本作品を元にしたノベライズ作品。テレビシリーズから10年後、それぞれ24歳の大人に成長し職に就いたみゆきたち5人が、日々を過ごすうちに世界に対しての違和感と絶望に気づいたことから物語が始まる。
2023年2月8日にはシリーズ20周年を記念した新装版が発売（ISBN 978-4-06-530780-9）。
10年後のみゆき
高校卒業後、ノベルコースのある専門学校に進学。専門学校在籍時、自分の作品が童話大賞の佳作に入選したがそれ以降目立った作品は出せず、今は七色ヶ丘駅前書店で働いている。よく書店のふれあいキッズひろばで自作の絵本「最高のスマイル」の朗読を行っている。ある日七色ヶ丘駅前書店の閉店が決まり、これからの身の振り方について悩むことになる。
10年後のあかね
家業のお好み焼き屋を継いでお好み焼きを焼いている。あかねの家に下宿しているブライアンに想いを寄せている。意を決してブライアンに告白しようと決心する。
10年後のやよい
高校進学後佳作の『ミラクルピース』が週刊少年スマイル編集部の目に留まり、高校生漫画家としてデビューを果たす。『ミラクルピース』は徐々に読者の人気を獲得し、ついに読者アンケート1位を獲るまでとなった。それ以降上京し7年間自分の全てを捧げて『ミラクルピース』を連載していた。ところがある時を境に漫画を描く楽しさを失った自分に限界を感じ『ミラクルピース』の連載を終了。それ以降、自分のその後の人生について苦悩を浮かべる事になる。
10年後のなお
高校時代は女子サッカー部の全国大会準優勝の立役者として活躍。経済的事情となにより家族と離れたくないため、様々なオファーを断って女子サッカー部のある地元の七色ヶ丘国際大学に進学する。ところが2年前に妹のゆいを庇ってトラックに跳ねられ、「女子サッカー選手としての命」である右足に後遺症が残った。現在は母校の大学で女子サッカー部のコーチを務め、現状にとても満足していたが、幼馴染のれいかから「このまま留まることもいいが自分のために新たな一歩を踏み出すことも必要ではないか」と諭される。
10年後のれいか
七色ヶ丘中学校の新人教師として、2年1組の担任となり日々精進をしている。ある日、学校から「れいか先生は生徒の心が見えてない」という謎の怪文を受け取り困惑する。10年後の世界の違和感にいち早く察知する。

## その他の作品
ハピネスチャージプリキュア!
2014年に放送された、プリキュアのテレビシリーズ第11作。同作品のOP冒頭ではシリーズ10周年を記念して、歴代プリキュア33名が祝福のメッセージを述べるコーナーが設けられており、以下の話数に本作品のプリキュアが登場した。
- 5話：キュアハッピー
- 11話：キュアマーチ
- 22話：キュアビューティ
- 29話：キュアピース
- 31話：キュアサニー

HUGっと!プリキュア
2018年に放送された、プリキュアのテレビシリーズ第15作。同作品の37話にて、本作品のプリキュア全員とロイヤルキャンディが登場した。
ひろがるスカイ!プリキュア
2023年に放送された、プリキュアのテレビシリーズ第20作目。第19話のエンディング映像冒頭にキュアハッピーが登場。映像中盤に登場するミラーパッドの画面上にもプリキュアへの変身バンクをハイライトで流す形で登場している。

## 漫画版
これまでのシリーズ同様、『なかよし』（講談社）にて、上北ふたごによる漫画版が2012年3月号から2013年2月号まで連載された。
第1 - 7話が『スマイルプリキュア! おはなしブック! まるごとスマイル!』に、第8話 - 連載最終回が『ドキドキ!プリキュア&スマイルプリキュア! おはなしブック!』に収録されている。また、2015年3月6日にプリキュアシリーズ10周年となかよし創刊60周年を記念し、「プリキュアコレクション」と銘打ってワイドKCなかよしより単行本が発行されており、『おはなしブック』には未収録の描き下ろしの最終話が追加掲載されている。
- 『スマイルプリキュア! おはなしブック! まるごとスマイル!』（講談社Mook、2012年8月8日発行、ISBN 978-4-06-389690-9）
- 『ドキドキ!プリキュア&スマイルプリキュア! おはなしブック!』（講談社Mook、2013年3月1日発行、ISBN 978-4-06-389741-8）
- 『スマイルプリキュア! プリキュアコレクション』（講談社<ワイドKC>、全1巻、2015年3月6日発行、ISBN 978-4-06-337823-8）

## 関連商品
音楽CD・映像ソフトの発売元はいずれもマーベラスAQL。

### 音楽CD
いずれも販売元はソニー・ミュージックディストリビューション。サウンドトラック・ボーカルアルバムの詳細は「スマイルプリキュア! サウンドアルバム」を参照。
シングル
1. 『Let's go!スマイルプリキュア!/イェイ!イェイ!イェイ!』（2012年3月7日発売）
  - CD+DVD盤：MJSS-09071 - 2
  - 通常盤：MJSS-09073
  - オープニングテーマと前期エンディングテーマを収録。CD+DVD盤のDVDにはオープニング及びエンディングのノンテロップムービーが収録されている（エンディングは5種）。初回限定封入特典は、CD+DVD盤がデータカードダスプリキュアオールスターズで、通常盤がジャケットイラスト・ステッカー。

2. 『満開*スマイル!/笑う 笑えば 笑おう♪』（2012年9月5日発売）
  - CD+DVD盤：MJSS-09083 - 4
  - 通常盤：MJSS-09085
  - 後期エンディングテーマと挿入歌「笑う 笑えば 笑おう♪」を収録。CD+DVD盤のDVDにはオープニング及びエンディングのノンテロップムービーが収録されている（エンディングは5種）。初回限定封入特典は、CD+DVD盤がデータカードダスプリキュアオールスターズで、通常盤がジャケットイラスト・ステッカー。

サウンドトラック
1. 『スマイルプリキュア！オリジナル・サウンドトラック1 プリキュア・サウンド・パレード!!』（2012年6月6日発売、MJSA-01043）
  - BGMと主題歌TVサイズなど全32曲を収録したサントラ盤。初回封入特典はジャケットサイズ・ステッカー。

2. 『スマイルプリキュア！オリジナル・サウンドトラック2 プリキュア・サウンド・レインボー!!』（2012年11月28日発売、MJSA-01057）
  - BGM、ボーナストラックと主題歌TVサイズなど全35曲を収録したサントラ盤。初回封入特典はジャケットサイズ・ステッカー。

ボーカルアルバム
1. 『スマイルプリキュア！ボーカルアルバム1 〜ひろがれ！スマイルワールド!!〜』（2012年7月18日発売、MJSA-01045）
  - イメージソングや主題歌など全11曲を収録したボーカルアルバム。初回封入特典はジャケットサイズ・ステッカー。

2. 『スマイルプリキュア！ボーカルアルバム2 〜みんな笑顔になぁれ!〜』（2012年11月28日発売、MJSA-01059）
  - 新たなイメージソングや新EDテーマなど全11曲を収録したボーカルアルバム。初回封入特典はジャケットサイズ・ステッカー。

3. 『スマイルプリキュア！ボーカルベスト』（2013年1月16日発売、MJSA-01060）
  - ボーカルアルバム第1弾と第2弾の主題歌とキャラクターソングなど全16曲を収録したベストボーカルアルバム。初回封入特典はジャケットサイズ・ステッカー。

### DVD / Blu-ray Disc
いずれも販売元はTCエンタテインメント。
DVDは2012年6月22日から2013年5月29日にかけて全16巻（各巻3話収録）が、Blu-ray Discは2012年10月26日から2013年6月28日にかけて全4巻（各巻2枚組・12話収録）がそれぞれ発売された。
| 巻数 | 収録話数    | ジャケットイラスト                                                                                    | 映像特典                                                                                           | 発売日         |
| ---- | ----------- | --- | -------------------------------------------------------------------------------------------------- | -------------- |
| 1    | 1話 - 3話   | キュアハッピー キュアサニー キュアピース キュアマーチ キュアビューティ キャンディ                     | ノンクレジット前期OP&ED（ver.ハッピー/ver.サニー/ver.ピース） DVD&Blu-ray告知CM ピースとじゃんけん | 2012年6月22日  |
| 2    | 4話 - 6話   | キュアハッピー キャンディ                                                                             | ノンクレジット前期ED（ver.マーチ/ver.ビューティ）                                                  | 2012年7月25日  |
| 3    | 7話 - 9話   | キュアサニー キャンディ                                                                               | | 2012年8月24日  |
| 4    | 10話 - 12話 | キュアピース キャンディ                                                                               | | 2012年8月21日  |
| 5    | 13話 - 15話 | キュアマーチ キャンディ                                                                               | 映画予告編                                                                                         | 2012年10月26日 |
| 6    | 16話 - 18話 | キュアビューティ キャンディ                                                                           | | 2012年11月28日 |
| 7    | 19話 - 21話 | みゆき・キャンディ                                                                                    | | 2012年12月26日 |
| 8    | 22話 - 24話 | あかね・キャンディ                                                                                    | | 2013年1月25日  |
| 9    | 25話 - 27話 | やよい・キャンディ                                                                                    | ノンクレジット後期OP&ED（ver.ハッピー/ver.サニー/ver.ピース）                                      | 2013年2月27日  |
| 10   | 28話 - 30話 | なお・キャンディ                                                                                      | ノンクレジット前期ED（ver.マーチ/ver.ビューティ）                                                  | 2013年2月27日  |
| 11   | 31話 - 33話 | れいか・キャンディ                                                                                    | | 2013年3月27日  |
| 12   | 34話 - 36話 | みゆき・あかね・キャンディ                                                                            | | 2013年3月27日  |
| 13   | 37話 - 39話 | みゆき・やよい・キャンディ                                                                            | | 2013年4月26日  |
| 14   | 40話 - 42話 | みゆき・なお・キャンディ                                                                              | | 2013年4月26日  |
| 15   | 43話 - 45話 | みゆき・れいか・キャンディ                                                                            | | 2013年5月29日  |
| 16   | 46話 - 48話 | プリンセスハッピー プリンセスサニー プリンセスピース プリンセスマーチ プリンセスビューティ キャンディ | | 2013年5月29日  |

| 巻数 | 収録話数    | ジャケットイラスト | 映像特典                                                              | 発売日         |
| ---- | ----------- | --- | --------------------------------------------------------------------- | -------------- |
| 1    | 1話 - 12話  | プリンセスハッピー キャンディ | ノンクレジットOP&ED（5パターン） DVD&Blu-ray告知CM ピースとジャンケン | 2012年10月26日 |
| 2    | 13話 - 24話 | プリンセスサニー プリンセスピース |                                                                       | 2013年2月27日  |
| 3    | 25話 - 36話 | プリンセスマーチ プリンセスビューティ |                                                                       | 2013年4月26日  |
| 4    | 37話 - 48話 | ウルトラハッピー ウルトラサニー ウルトラピース ウルトラマーチ ウルトラビューティ ロイヤルキャンディ ポップ・ウルフルン・アカオーニ マジョリーナ（通常時&若返り時）・ジョーカー |                                                                       | 2013年6月28日  |

### ゲーム
『データカードダス プリキュアオールスターズ』
データカードダスシリーズであるトレーディングカードアーケードゲーム。キャンディがお出かけキャラクターとして登場し、ポップがサポートキャラクターとして登場。
『スマイルプリキュア！ レッツゴー！ メルヘンワールド』
バンダイナムコゲームスより2012年8月2日発売。ニンテンドー3DS専用コンピュータゲームソフト。プリキュアシリーズ初のニンテンドー3DS用ソフト。
バッドエナジーに取りつかれ内容がねじ曲げられた絵本をプリキュアとともに読み進めながら、途中に挟まれるミニゲームをクリアしていくことで絵本の内容をハッピーエンドに導いていくことが主な目的。ミニゲームをクリアすることで衣装・キュアデコルなどのアイテムを入手でき、入手した衣装をプリキュアに着せてファッションショー（BGMに合わせて下画面をタッチするリズム合わせゲーム）を楽しんだり、ARカメラで撮影することができる。またハッピーエンドに導かれた絵本をプリキュアが朗読したり、パスワード入力（6個のアイコンの組み合わせ）による追加コンテンツの解禁・プレイ時間制限機能なども備えている。さらに手持ちのニンテンドー3DSに自分の誕生日を設定し、誕生日を迎えると変身前のプリキュア5人と妖精2匹が誕生日のお祝いをしてくれる。
同作品では、前作『スイートプリキュア♪』までに登場した歴代プリキュアのゲスト登場はなかった。ポップはゲーム中では名前のみだが、誕生日画面で変身前のプリキュア5人とキャンディと共に登場している。
『プリキュア つながるぱずるん』
バンダイナムコエンターテインメントより、2017年3月16日から2020年6月2日まで配信されたスマートフォン（iOS/Android）用パズルゲームアプリ。2017年8月2日より本作品のプリキュア5人が登場する。

### 書籍
『スマイルプリキュア！ コンプリートファンブック』（アニメディア別冊、学研パブリッシング・発行、2013年3月16日発売） ISBN 978-4-05-606959-4
プリキュア・メルヘンランド・バッドエンド王国の各キャラの紹介、全ストーリーの解説やスタッフの紹介（加えてピースの「ぴかりんじゃんけん」の出し目）、プリキュア・キャンディの声優へのインタビュー、スタッフへのインタビュー、七色ヶ丘中学校の生徒と先生達・ゲストキャラクター・登場アカンベェの紹介などで構成、また『絵本の中はみんなチグハグ』や、発売当日に公開された『NewStage2』の映画2作も紹介された。
『川村敏江 東映アニメーションプリキュアワークス』（一迅社、2014年2月12日発売）ISBN 978-4-7580-1355-0
『Yes!プリキュア5（Yes!プリキュア5GoGo!）』、本作品、プリキュアオールスターズDXシリーズのイラストギャラリーの書籍。各種アニメ雑誌やDVDジャケットなどに使われた版権イラスト、キャラクター設定、修正原画などで構成。
2021年7月28日には、発行以降に手がけた『HUGっと!プリキュア』の版権イラスト・キャラクター設定や『ハピネスチャージプリキュア!』での10周年記念メッセージの原画などを追加収録した改訂版（ISBN 978-4-7580-1726-8）が発売。
『小説 スマイルプリキュア!』（原作：東堂いづみ、著：小林雄次、イラスト：川村敏江、講談社キャラクター文庫、2016年10月4日発売）ISBN 978-4-06-314878-7
本作品を元にしたノベライズ作品。テレビシリーズから10年後、それぞれ24歳の大人に成長し職に就いたみゆきたち5人が、日々を過ごすうちに世界に対しての違和感、そして個々に起きた絶望を感じたことから物語が始まる。
2023年2月8日にはシリーズ20周年を記念した新装版が発売（ISBN 978-4-06-530780-9）。
『スマイルプリキュア!設定資料集』（ムービック、全3巻・DX版1巻）
本作品の設定資料集。いずれもA4横版で、Vol.1とVol.2は2012年10月18日、Vol.3は2013年4月4日発行。また、全3巻の内容全てを収録しフルカラー化したデラックス版が2013年10月26日に発行されている。

### フィギュア
S.H.Figuartsシリーズ
Figuarts ZERO　キュアピース
2013年4月27日発売。
chibi-arts　黄瀬やよい
魂ウェブ商店限定。2013年6月発送。
chibi-arts　キュアピース
魂ウェブ商店限定。2013年7月発送。 　
S.H.Figuarts キュアピース
2013年8月3日発売。
Figuarts ZERO　黄瀬やよい
魂ウェブ商店限定。2013年9月発送。
S.H.Figuarts キュアハッピー
2013年9月28日発売。キャンディのミニフィギュアが付属。
Figuarts ZERO　プリンセスピース
2013年10月25日発売。
S.H.Figuarts キュアビューティ
魂ウェブ商店限定。2014年1月発送。
S.H.Figuarts キュアマーチ
魂ウェブ商店限定。2014年6月発送。
S.H.Figuarts キュアサニー
魂ウェブ商店限定。2014年9月発送。ポップのミニフィギュアが付属。
ぷちきゃら!
メガハウスから発売されているSDフィギュアシリーズ「ぷちきゃら! シリーズ」の一環として、2013年9月より本作品のプリキュアが発売。ラインナップはテレビシリーズ第38話で幼児化したプリキュア5人とウルフルンの計6種（各2種あり）で、「ラッキーアイテム」として、一部にウルフルンの本来の姿「ウルルン」のミニフィギュアが付属されている。

### 化粧品
スマイルパクト シャイニーフェイスパウダー
スマイルパクトをモチーフに、バンダイとコーセーが共同開発した、シリーズ初の大人向け化粧品。玩具の形状を活かしながらピンクのメッキ加工とスワロフスキーをあしらったケースデザインとなっており、フェイスパウダーにはパール成分を配合したオリジナル仕様となっている。2012年8月にプレミアムバンダイで発売。

### 駅弁
2012年8月より、JR東京駅（東日本旅客鉄道〈JR東日本〉・東海旅客鉄道〈JR東海〉）改札内の『駅弁屋 祭』において「スマイルプリキュア!弁当」が発売された。製造は八戸駅の駅弁業者吉田屋が行っている。

## トピックス
- 3月25日放送分（第8話）の作中に、アカオーニ達が見ているテレビ番組に、テレビ朝日系列で同時期に放送されていた朝の情報・ワイドショー番組『情報満載ライブショー モーニングバード!』が登場。同番組にて司会を務める赤江珠緒が本人役でゲスト出演[46]、同じく司会である羽鳥慎一もセリフなしで登場した。
- 5月27日放送分（第17話）にはFUJIWARAが漫才コンテストのゲストとして本人役でゲスト出演。原西孝幸は娘の影響でプリキュアシリーズのファンになったこともあって、念願かなっての出演となった[47]。その後原西は、2013年4月28日に朝日放送で放送された関西ローカルのクイズ番組『知ってるor知ったか?クイズ!バレベルの塔』に「自称プリキュア賢者」として参加、同番組には制作の東映アニメーションも「協力」としてクレジットされた。
- 第19話では、ファッションショーの主催者という形で前々年度の番組『ハートキャッチプリキュア!』に登場したファッションブランド「フェアリードロップ」のロゴが登場し、やよいの母である黄瀬千春のセリフ中に「来海先生」という名前が登場した。これは同話数の演出を担当した境宗久が意図的に追加したものである[48]。
- 2013年12月から横浜市神奈川区内で、本作品の主人公である「星空みゆき」を名乗ったランドセルなどの寄付が行われている（類似の事例はタイガーマスク運動を参照）。2014年に起こったアンネの日記破損事件の後には、「キュアハッピー 星空みゆき」を名乗る個人からアンネ・フランクの伝記などの寄付があった[49]。その後も横浜にはキュアプリンセス、キュアサニー、キュアピースからの文房具の寄付が続いており[50][51][52]、2017年6月にも同じ横浜市の鶴見区役所に「青木れいか」と将棋棋士の「藤井聡太」[注 92]を名乗る人物から将棋セットや玩具・文房具などの寄付があった。
- 2015年7月4日から2016年5月21日まで、BS11にて毎週土曜19時30分 - 20時（JST）[注 93]に再放送が行われた。オープニングは通常版が使用されている。
- 2023年11月18日より放送の、大塚製薬の栄養食「カロリーメイト」の受験生応援CM第10弾『光も影も』篇にて、本作品オープニングテーマ「Let's go!スマイルプリキュア!」をピアニストの角野隼斗がピアノアレンジし演奏したものがBGMとして用いられている[53]。